# Varese
Varese (AFI: /vaˈreze/ o /vaˈrese/, ; Vares in dialetto varesotto, AFI: [vaˈreːz]) è un comune italiano di 79 073 abitanti, capoluogo dell'omonima provincia in Lombardia.
Il caratteristico appellativo di città giardino deriva dai numerosi parchi e giardini che si trovavano nell'ambito del comune, in gran parte pertinenze di ville ivi edificate tra il XVIII secolo e l'inizio del XX secolo, prima da famiglie di nobili e più recentemente da industriali e rappresentanti dell'alta borghesia, originari soprattutto di Milano. Varese fa parte della Regione Agraria n° 4 - Colline di Varese, del Parco regionale Campo dei Fiori e della Rete delle Città Strategiche (ReCS).
Gli abitanti della città sono chiamati varesini, mentre gli abitanti del territorio circostante sono detti varesotti. Analogamente buona parte del territorio della provincia oltre i confini della città viene chiamato Varesotto.
Agli abitanti della città è anche associato l'appellativo bosini, che sarebbe un diminutivo di Ambroeus, ovvero sant'Ambrogio, insigne arcivescovo di Milano, e designava originariamente in maniera generica le popolazioni contadine dei territori settentrionali soggetti alla giurisdizione o all'influenza di Milano (a tal riguardo esiste un tipo di composizione poetica dialettale d'area milanese detta appunto bosinada), tra cui anche la conca di Varese, dove però tale termine sarebbe divenuto più invalso nell'uso che altrove, sopravvivendo come elemento folkloristico, anche grazie all'opera di autori come Speri Della Chiesa Jemoli. Nello specifico, si ritiene che i "bosini" fossero in origine solo i residenti del nucleo storico della città; col passare del tempo l'appellativo si sarebbe esteso a tutti gli abitanti delle castellanze del comune.

## Geografia fisica
(Stendhal, Roma, Napoli e Firenze)

### Orografia
La città di Varese si trova in una posizione caratteristica, ai piedi del Sacro Monte di Varese (nelle Prealpi varesine), che fa parte del Campo dei Fiori ed è sede di un osservatorio astronomico, nonché del centro geofisico prealpino. La frazione che occupa la parte mediana della montagna prende il nome di Santa Maria del Monte in ragione del santuario medioevale, a cui si giunge tramite il viale delle cappelle del Sacro Monte. A segnare il margine più basso della città l'omonimo lago che la lambisce a livello di alcune frazioni.
Varese è adagiata su sette colli: il Colle di San Pedrino (il quartiere di Bosto) (402 m), il Colle di Giubiano (407 m), il Colle Campigli (453 m), il Colle di Sant'Albino (l'altura di fronte a Bosto a fianco di viale Europa) (406 m), il Colle di Biumo Superiore (439 m), Colle di Montalbano (Villa Mirabello) (411 m) e il Colle dei Miogni (492 m). Il territorio del comune risulta quindi essere compreso tra i 238 e i 1150 m s.l.m. L'escursione altimetrica complessiva risulta essere pari a 912 metri. La casa comunale si trova a 382 m s.l.m.
Classificazione sismica: zona 4 (sismicità molto bassa), Ordinanza PCM n. 3274 del 20/03/2003

### Idrografia
Il territorio di Varese è bagnato da numerosi corsi d'acqua, ed è interessato dal lago di Varese. Nella frazione Rasa di Varese, il fiume Olona ha tre delle sue sorgenti, sempre in questa frazione l'Olona riceve le acque dei torrenti Legnone, Des e Sesnivi (o Valle del Forno). Più a valle, in località Bregazzana confluiscono nell'Olona anche i torrenti Braschè, Pissabò, Boscaccia e Grassi. A nord est, lambisce Varese il ramo sorgentizio orientale dell'Olona che scorre in Valganna; al confine tra Varese ed Induno Olona, confluisce nel fiume il torrente Pedana della Madonna. Sotto Santa Maria del Monte sgorga quello che può considerarsi come il corso d'acqua di Varese, il torrente Vellone. Dopo aver bagnato il rione di Velate, attraversa coperto la città, per poi sfociare nell'Olona in località Belforte.
A nord della frazione Rasa, nasce invece il torrente Buragona, alimentato dall'affluente Valgallina, tributario del lago di Brinzio. All'estremo nord del territorio varesino, in cresta al Campo dei Fiori, nascono l'Intrino ed il Riazzo, che bagnano l'abitato di Brinzio. Dalla zona montuosa di Varese nascono alcuni torrenti che confluiscono nel Lago di Varese, in particolare il Val Luna e il Rio di Casciago.
A sud di Varese scorre la Roggia Nuova che confluisce nel lago presso Capolago. A Bizzozero nasce il torrente Selvagna, che confluisce nell'Olona presso Castiglione Olona. In località Torre San Quirico, quasi al confine con Gazzada Schianno, nasce il torrente Arno o Arnetta, uno dei principali corsi d'acqua del Basso Varesotto e dell'Altomilanese.

### Clima
L'inverno varesino risente poco dell'influenza mitigatrice del Lago Maggiore e degli altri laghi minori della provincia. Le temperature minime tardo-autunnali ed invernali scendono frequentemente, pur di pochi gradi, sotto lo zero. Sono proprio le temperature notturne basse a creare un clima differente alle aree a sud di questa città. Come nelle altre città prealpine lombarde, la nebbia è un fenomeno poco frequente. Dati termici alla mano, Varese è mediamente più fresca rispetto ad altri capoluoghi lombardi delle Prealpi, in special modo nel periodo invernale. Se fino agli anni 1980 la piovosità di Varese è stata tra le più alte d'Italia, con oltre 1500 mm di media all'anno, negli ultimi decenni il quantitativo medio annuale di pioggia si è notevolmente ridotto. Parimenti, in inverno la neve cade negli ultimi anni abbastanza sporadicamente in città.
Classificazione climatica: zona E, 2652 GG.
| Milano Malpensa            | Mesi  | Mesi  | Mesi  | Mesi  | Mesi  | Mesi  | Mesi  | Mesi  | Mesi  | Mesi  | Mesi  | Mesi  | Stagioni | Stagioni | Stagioni | Stagioni | Anno    |
| Milano Malpensa            | Gen   | Feb   | Mar   | Apr   | Mag   | Giu   | Lug   | Ago   | Set   | Ott   | Nov   | Dic   | Inv      | Pri      | Est      | Aut      | Anno    |
| -------------------------- | ----- | ----- | ----- | ----- | ----- | ----- | ----- | ----- | ----- | ----- | ----- | ----- | -------- | -------- | -------- | -------- | ------- |
| T. max. media (°C)         | 6,1   | 8,6   | 13,1  | 17,0  | 21,3  | 25,5  | 28,6  | 27,6  | 24,0  | 18,2  | 11,2  | 6,9   | 7,2      | 17,1     | 27,2     | 17,8     | 17,3    |
| T. min. media (°C)         | −4,4  | −2,5  | 0,4   | 4,3   | 9,0   | 12,6  | 15,3  | 14,8  | 11,5  | 6,4   | 0,7   | −3,6  | −3,5     | 4,6      | 14,2     | 6,2      | 5,4     |
| Precipitazioni (mm)        | 67,5  | 77,1  | 99,7  | 106,3 | 132,0 | 93,3  | 66,8  | 97,5  | 73,2  | 107,4 | 106,3 | 54,6  | 199,2    | 338,0    | 257,6    | 286,9    | 1 081,7 |
| Giorni di pioggia          | 6     | 6     | 8     | 9     | 10    | 9     | 6     | 8     | 6     | 7     | 8     | 6     | 18       | 27       | 23       | 21       | 89      |
| Umidità relativa media (%) | 78    | 76    | 69    | 73    | 74    | 74    | 74    | 73    | 74    | 77    | 80    | 80    | 78       | 72       | 73,7     | 77       | 75,2    |
| Vento (direzione-m/s)      | N 3,3 | N 3,3 | N 3,4 | N 3,5 | N 3,3 | N 3,2 | N 3,1 | N 3,0 | N 3,1 | N 3,1 | N 3,4 | N 3,3 | 3,3      | 3,4      | 3,1      | 3,2      | 3,3     |

## Origini del nome
Il documento più antico che riporta il nome di Varese è una pergamena datata 8 giugno 922 conservata presso l'Archivio di Stato di Milano.
Il toponimo Varese sembra derivare dal celtico Vara (acqua), connesso alla vicinanza dell'omonimo lago. E il nome sarebbe dovuto al luogo, non tanto per la presenza del torrente Vellone, ma dall'essere un tempo il fondovalle, dove sorge il borgo, acquitrinoso per le acque defluenti dai colli circostanti.
Una volta la falda si trovava infatti pochi metri sotto il suolo, e in tempo di piogge insistenti le cantine si riempivano d'acqua e nelle piazze, anche per il terreno argilloso, le pozzanghere stagnavano a lungo.
È ipotizzata anche la derivazione dai nomi gentilizi romani Varia, Varius, nonché dal pretore Publio Quintilio Varo. Non è esclusa neppure l'origine da Vallexitum o Vallesium da cui Varisium per la mutazione della l in r comune da lontani tempi nella parlata della zona (se ne hanno tracce dal XII secolo) e ciò per essere la località allo sbocco delle valli. La vicinanza dei numerosi boschi fa propendere anche per il termine virens, equivalente appunto a verdeggiante.

## Storia

### Antichità
Le prime tracce di un insediamento abitativo ritrovate sul territorio risalgono alla preistoria, infatti i numerosi reperti esposti nel museo di Villa Mirabello e i ritrovamenti di insediamenti palafitticoli sull'isolino Virginia dimostrano che il territorio era abitato già nel 3000 a.C.
Su questo isolotto al largo di Biandronno nel 1863 l'abate Stoppani con due archeologi svizzeri rinvennero infatti dei resti palafitticoli. Successive ricerche portarono al ritrovamento sul lago di un'altra decina di insediamenti sparsi tra gli attuali comuni di Bardello, Cazzago Brabbia e Bodio Lomnago, datati tra il neolitico inferiore e la prima età del ferro.
Tuttavia non si hanno notizie precise del borgo fino allo sviluppo della cultura di Golasecca, estesa a tutta l'area lombarda-piemontese, e la cui evoluzione sarebbe continuata ben oltre la fondazione dell'Impero romano. Le importanti vie di comunicazione utilizzate soprattutto da mercanti e militari che collegavano Milano con l'attuale Svizzera attraverso la Valganna, Ponte Tresa e il Canton Ticino, avrebbero presto accentuato l'importanza di Varese come luogo di transito.
Da Varisium, nome romano di Varese, passava la via Mediolanum-Bilitio, che metteva in comunicazione Mediolanum (Milano) con Luganum (Lugano).

### Medioevo

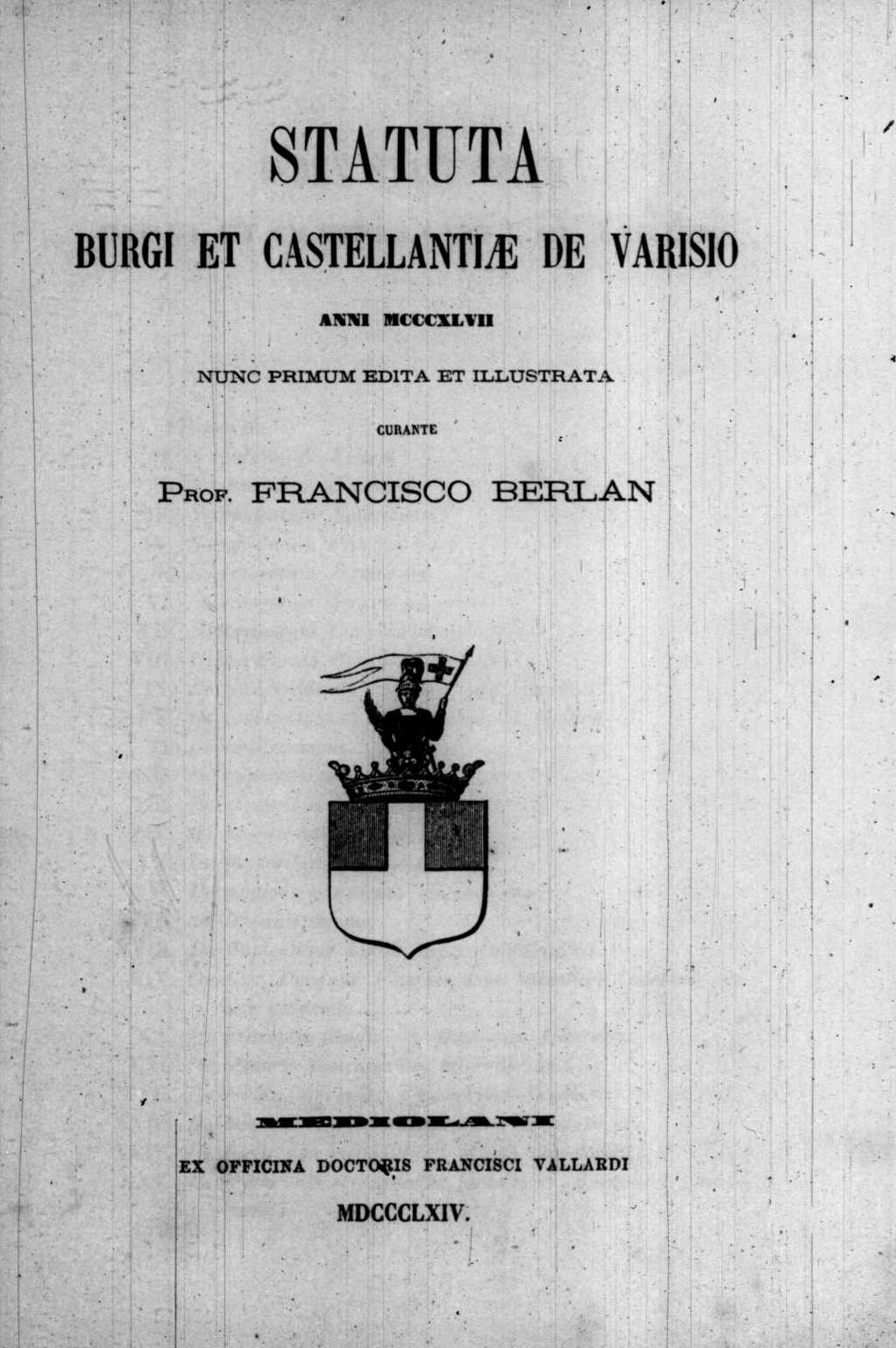
Gli statuti di Varese e del circondario del 1347 (Statuta burgi et castellantiae de Varisio), pubblicati da Francesco Berlan nel 1864.

La presenza di edifici come la Torre degli Ariani presso il Sacro Monte oppure la chiesa di San Cassiano e Ippolito presso Velate testimoniano la vitalità socio-economica della plaga varesina già in epoca tardo romana. Indagini archeologiche condotte a cavallo tra XX e XXI secolo nella cripta del Santuario del Sacro Monte hanno confermato la presenza di un primo insediamento paleocristiano in tale area.
Nell'Alto Medioevo Varese partecipò alle vicende storiche del Seprio e alle lotte intestine tra Como e Milano, i cui rapporti risalivano al 1045 con l'elezione ad arcivescovo del varesino Guido da Velate e all'alleanza che avrebbe determinato la sconfitta di Federico Barbarossa nel 1176. Con la caduta di Castelseprio nel 1287 e l'ascesa dei Visconti il legame di Varese con Milano diventò ancora più stretto e duraturo.
Investita nell'XI secolo dalla costruzione di numerosi presìdi difensivi - ancora oggi in parte esistenti - destinati a controllare l'accesso in Pianura Padana da settentrione, nel corso del Trecento Varese si dotò dei primi statuti che avrebbero regolato la vita cittadina, fondata su una sostanziale e privilegiata autonomia di governo che durò, tranne rare eccezioni, fino alla seconda metà del Settecento. Dopo i disordini scoppiati con la morte di Gian Galeazzo Visconti, nel 1407 il condottiero Facino Cane, conte di Biandrate si proclamò signore di Varese, usurpando quei privilegi che sarebbero stati restituiti al borgo tre anni dopo da Giovanni Maria Visconti. Il successivo periodo sforzesco assicurò a Varese un certo sviluppo economico, con il potenziamento del locale mercato, scelto come sede di un'importante fiera per la vendita di cavalli provenienti da oltralpe. Con la successiva invasione di mercenari svizzeri, l'inizio della dominazione spagnola e lo scoppio di numerose epidemie, la località scivolò in un'epoca di decadenza, da cui si sarebbe ripresa solo con il passaggio al nuovo secolo.

### Età moderna

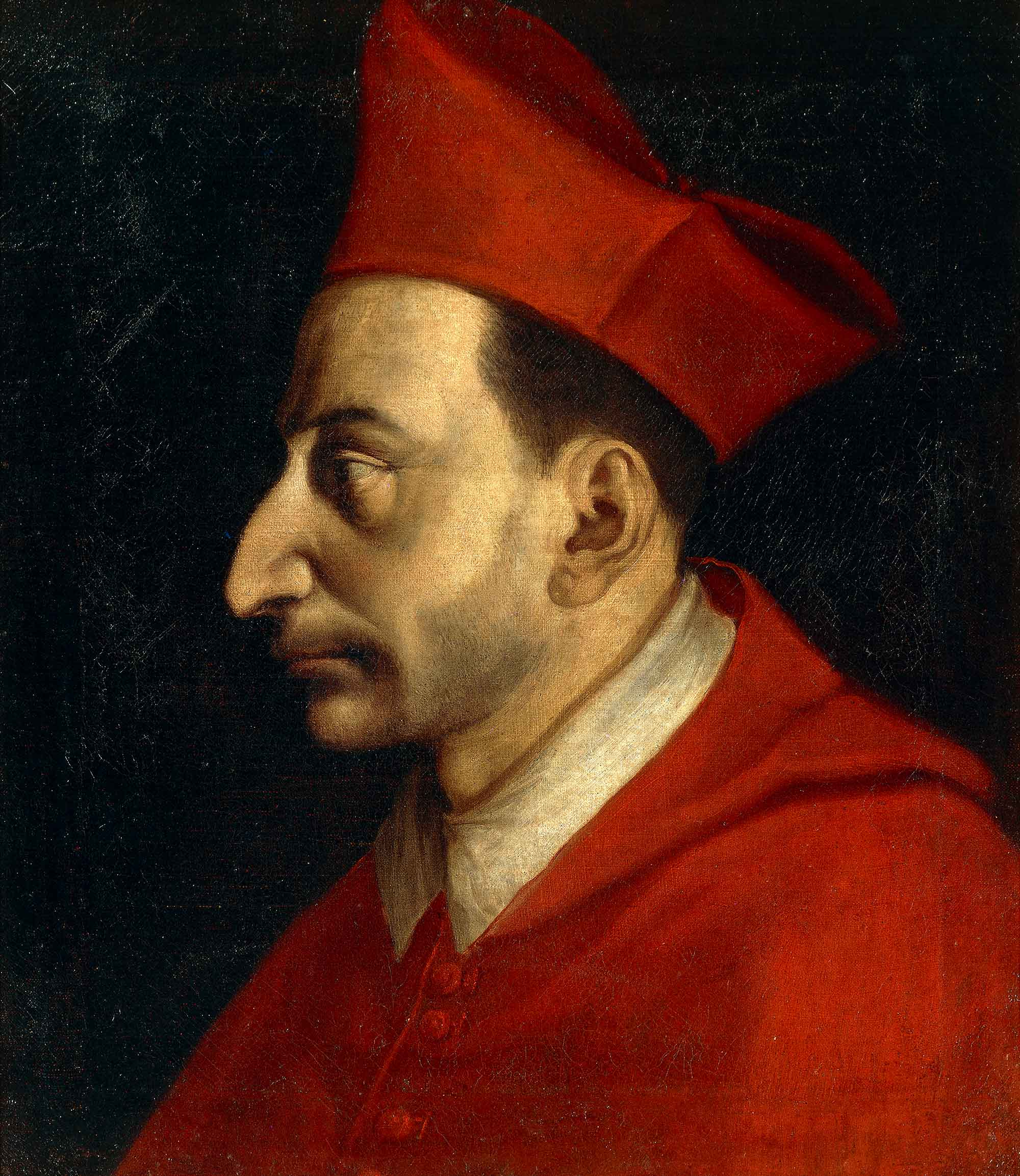
Giovanni Ambrogio Figino (1548-1608), Ritratto di San Carlo Borromeo Museo diocesano di Milano

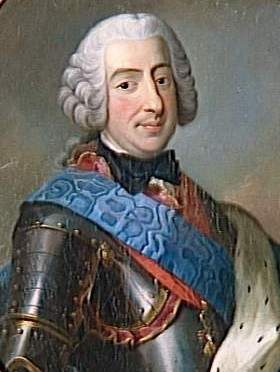
Francesco III d'Este (1698-1780)

L'avvento di Carlo Borromeo ad arcivescovo di Milano segnò per Varese un'importante stagione di rinnovamento politico e culturale. La sua visita nel 1567 contribuì infatti a modificarne l'istituzione ecclesiastica, dando nuovo vigore al monastero di Santa Maria del Monte, che da lì a poco avrebbe visto aprirsi una delle più importanti imprese artistiche della Lombardia. La fabbrica, che prevedeva la realizzazione di una via Sacra per raggiungere il santuario, ebbe inizio quando Padre Giovanni Battista Aguggiari riuscì a raccogliere la somma di un milione di lire imperiali, coinvolgendo anche alcune nobili famiglie milanesi. In precedenza l'unico accesso al Santuario seguiva l'impervio sentiero che ancor oggi collega il rione di Velate al Sacro Monte e al Campo dei Fiori, passando da un luogo, il Monte San Francesco in Pertica, che per secoli aveva ospitato una torre di avvistamento romana prima e una delle più antiche comunità francescane poi. Fu probabilmente il Borromeo a decretare il definitivo declino del luogo e il drastico cambiamento di rotta a favore di una comunità monastica femminile legata alle più importanti famiglie nobiliari dell'epoca. La realizzazione dell'opera, iniziata nel 1604 e conclusa nella forma attuale nel 1698, vide la partecipazione di celebri artisti quali il Morazzone e il Cerano sotto la direzione iniziale dell'architetto Giuseppe Bernascone. L'impresa, che trasformò Varese in un autentico baluardo del cattolicesimo contro la minaccia protestante, venne condotta attraverso le crisi epidemiche d'inizio Seicento, la più grave delle quali - registrata nel 1628 - procurò forti carestie e numerosi decessi per peste.
Nella seconda metà del secolo la situazione politica si stabilizzò e, nel Settecento, furono anche fissati i confini con la Svizzera (Congresso di Varese, 1752), che anticiparono la riforma dell'amministrazione comunale appena cinque anni dopo quando, abolite tutte le fazioni, il governo municipale fu affidato in forma oligarchica al convocato generale di tutti i benestanti con più di 3000 lire di patrimonio, che eleggeva una propria deputazione permanente e una giunta di reggenza, oltre a varie magistrature specifiche quali il cancelliere, il sindaco e il bidello, il tutto sottoposto all'autorità suprema del podestà di nomina regia.
A seguito della stabilizzazione dei rapporti con la Svizzera, Varese fu sempre più frequentata da famiglie appartenenti alla nobiltà e all'alta borghesia milanese. Nel 1765 Maria Teresa concesse Varese in feudo personale a Francesco III d'Este, Duca di Modena e Signore di Varese. Fu quello un periodo particolarmente felice e prospero, anche dal punto di vista culturale. Sorsero nuovi conventi, alcuni grandiosi come quello dei Cappuccini e dei Carmelitani Scalzi, delle Monache di Sant'Antonino; nuove confraternite costituirono i loro oratori e maturò quel "periodo d'oro" della villeggiatura varesina, sviluppatosi soprattutto nell'Ottocento e fino alla prima guerra mondiale.
Salito al trono l'Imperatore Giuseppe II, Varese divenne residenza di un Intendente e designata capoluogo di una delle sei province in cui era stata suddivisa la Lombardia nel 1786: con l'elevazione del borgo a capoluogo dell'omonima provincia il territorio comprendeva anche il circondario di Gallarate. Nel 1797 la città divenne capoluogo dell'effimero dipartimento del Verbano, per poi essere inclusa nel dipartimento d'Olona e nel 1801 ridotta a Viceprefettura del dipartimento del Lario con capoluogo Como. Il governo di Napoleone decretò la prima espansione del territorio comunale, deliberando nel 1809 l'annessione di Bobbiate e Capolago, e nel 1812 quelle di Lissago, Masnago e Induno.

### Età contemporanea

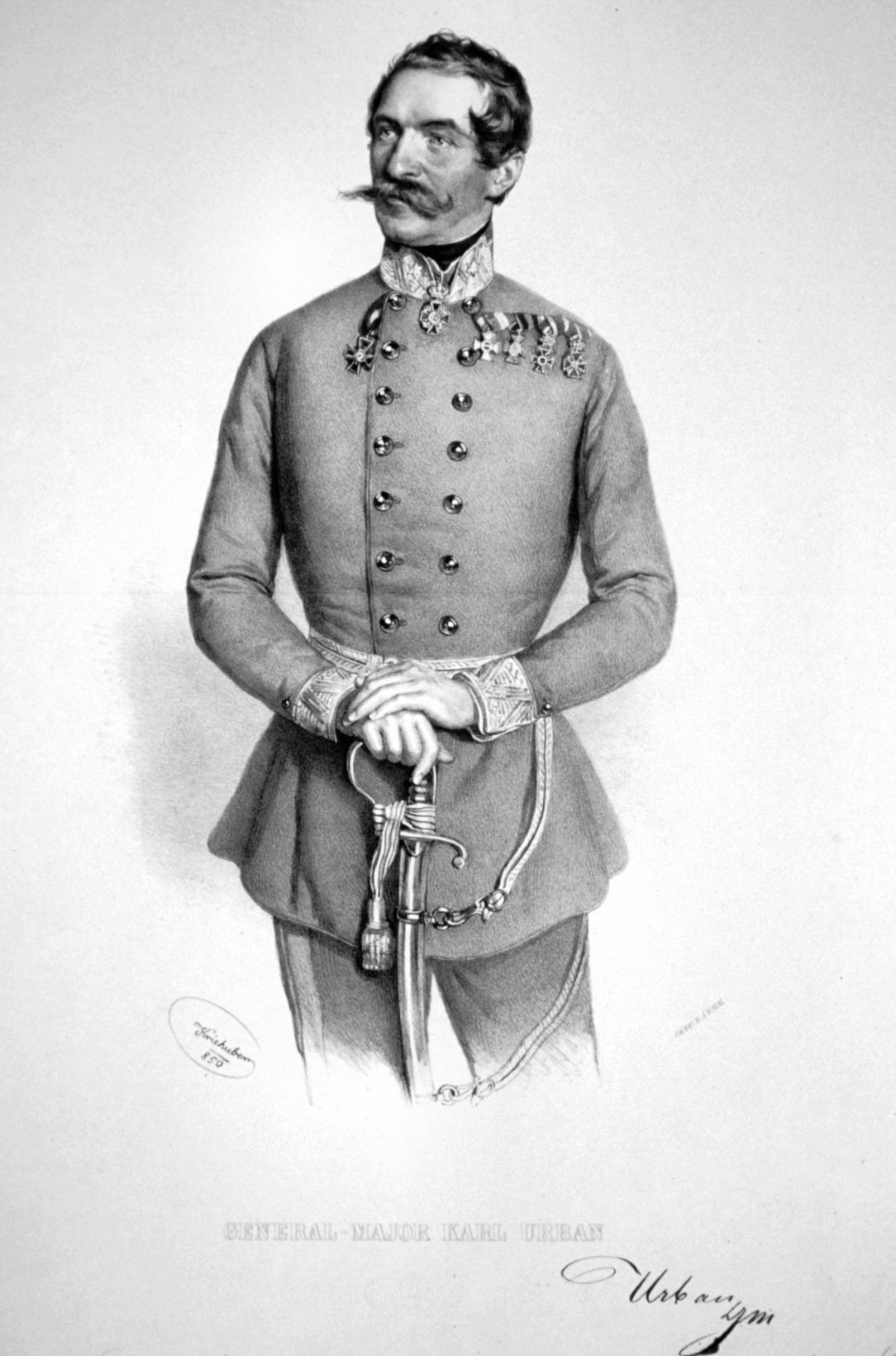
Karl von Urban Kriehuber (1802-1877)

Tramontata la potenza napoleonica e ripristinato l'Ancien régime dopo gli sconvolgimenti francesi, nel 1816 il ridimensionato borgo fu elevato al rango di città - con le sue prerogative politiche e amministrative, compresa l'elezione del primo Consiglio comunale - dall'imperatore Francesco I d'Austria, che ne confermò tuttavia l'appartenenza alla Provincia di Como, nuovo nome del previgente dipartimento del Lario.
Nel corso della Seconda guerra d'indipendenza, la città il 26 maggio 1859 fu teatro dello scontro tra i volontari dei Cacciatori delle Alpi, comandati da Giuseppe Garibaldi, contro le truppe del Regno Lombardo-Veneto. L'episodio, noto come Battaglia di Varese, avvenne quando, prima della definitiva cacciata degli Austriaci con la vittoriosa battaglia di Magenta del 4 giugno, Garibaldi e i garibaldini prevalsero sulle truppe del generale Karl von Urban.
L'Unità nazionale costituì per la città il trampolino di lancio del suo sviluppo economico e sociale che, protrattosi fino alla prima guerra mondiale, avrebbe investito l'industria cartiera, conciaria, calzaturiera, meccanica ed aeronautica. Una tale diffusa crescita determinò non solo un notevole benessere tra la popolazione, ma anche un ordinato sviluppo urbanistico, che valse a Varese il titolo di città giardino. La realizzazione di almeno un centinaio di grandi ville con parco, cui si aggiunsero lussuosi alberghi in stile liberty - progettati tra gli altri dall'architetto milanese Giuseppe Sommaruga - accentuarono l'interesse turistico di Varese nei primi anni del Novecento.
Con l'avvento al governo d'Italia del partito fascista, nel 1927 Mussolini elevò Varese a capoluogo del nuovo ente provinciale, scindendo così il legame con la città di Como. Poco dopo il territorio comunale venne ampliato con l'aggregazione dei comuni limitrofi di Bizzozero, Bobbiate, Capolago, Induno Olona, Lissago, Masnago, Sant'Ambrogio Olona, Santa Maria del Monte e Velate.

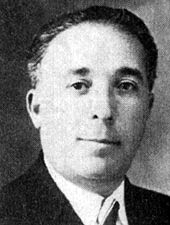
Calogero Marrone (1889-1945)

Varese e il suo territorio furono oggetto di importanti e significative azioni partigiane, in particolare negli anni della Repubblica Sociale Italiana, allorché la città e il suo territorio caddero in mano alle rinate truppe nazifasciste. La fallita, ma pur importante azione partigiana del gruppo "Regio Esercito Italiano-Gruppo 5 giornate" del colonnello dei bersaglieri Carlo Croce, segnò l'inizio di una rapida quanto brutale repressione contro antifascisti, disertori ed ebrei. Questi ultimi, affluendo dai principali centri d'Italia, diretti in Svizzera - quando non catturati in territorio italiano o vittime di ingiustificati respingimenti - beneficiarono talvolta di aiuti dalle popolazioni locali. Un ruolo decisivo per la loro salvezza lo giocò a Varese Calogero Marrone, capo ufficio anagrafe del comune, oggi giusto fra le nazioni che, mettendo a rischio la propria vita, falsificò decine di documenti, permettendo così una più agevole via di fuga per molti di loro.
Al termine della Seconda guerra mondiale la città e il suo territorio, dal quale nel 1950 fu staccato Induno Olona, andarono progressivamente espandendosi, sulla spinta di quello sviluppo economico-sociale che, causa di importanti e controverse trasformazioni urbanistiche già negli anni trenta - come la creazione della centrale Piazza Monte Grappa su progetto di Vittorio Ballio Morpurgo - determinò una forte crescita industriale accompagnata da un parallelo incremento demografico.
Nel 2016 l'asteroide 277816 è stato ribattezzato "277816 Varese" dal ricercatore Luca Buzzi e Federica Luppi dell'Osservatorio Astronomico Schiaparelli al Campo dei Fiori.

### Simboli
Blasonatura dello stemma di Varese:

Lo stemma di Varese

Il gonfalone di Varese

Troncato: nel primo di rosso al palo d'argento, nel secondo d'argento pieno. L'arma accollata ad un cartoccio d'oro, timbrata da una corona marchionale. Cimiero: San Vittore, patrono della Città, nascente dalla corona, portante nella destra un'asta imbandierata d'argento caricata da una crocetta di rosso, sventolante a sinistra, e nella sinistra la palma del martirio, il tutto al naturale.
Lo stemma della Città di Varese risale circa al 1347. La più antica testimonianza della sua esistenza è il disegno sulla copertina in legno della duplice copia degli Statuti Burgi et Castellatiae de Varisio, conservati presso l'archivio comunale, che si blasona in modo araldicamente assai semplice: scudo sannitico d'argento a due cantoni di rosso, destro e sinistro in capo; tutto intorno chiuso da una fascia nera, senza corona e senza l'effigie di San Vittore. È verosimilmente nel secolo XVI – come ritiene lo storico varesino Luigi Borri nel suo lavoro Documenti Varesini del 1891 – che lo scudo viene sormontato dal cimiero costituito dalla corona marchionale e dall'effigie nascente di San Vittore, patrono della città.
Lo stemma è stato riconosciuto con decreto del capo del governo del 17 giugno 1941 e il gonfalone è stato concesso con il regio decreto del 28 aprile 1941.
Versioni storiche

Lo stemma primitivo del XIV secolo
Resa dello stemma secondo le consuetudini araldiche d'epoca napoleonica; essendo Varese una città di seconda classe, il cantone di sinistra diviene di verde, caricato di una N d'argento e sormontato da una stella a cinque punte del medesimo
Lo stemma in età fascista, con il capo del Littorio[48]

## Monumenti e luoghi d'interesse

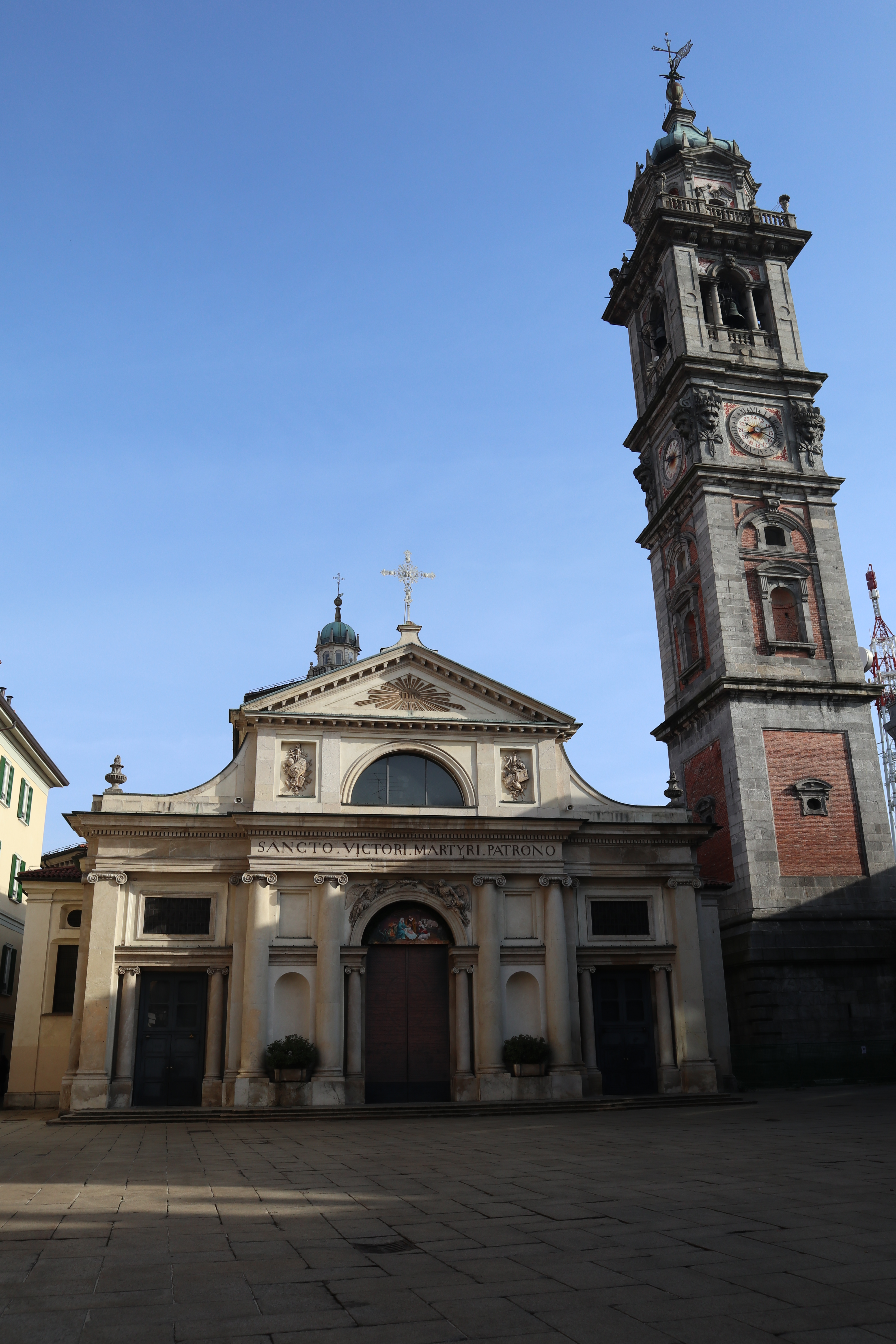
Basilica di San Vittore

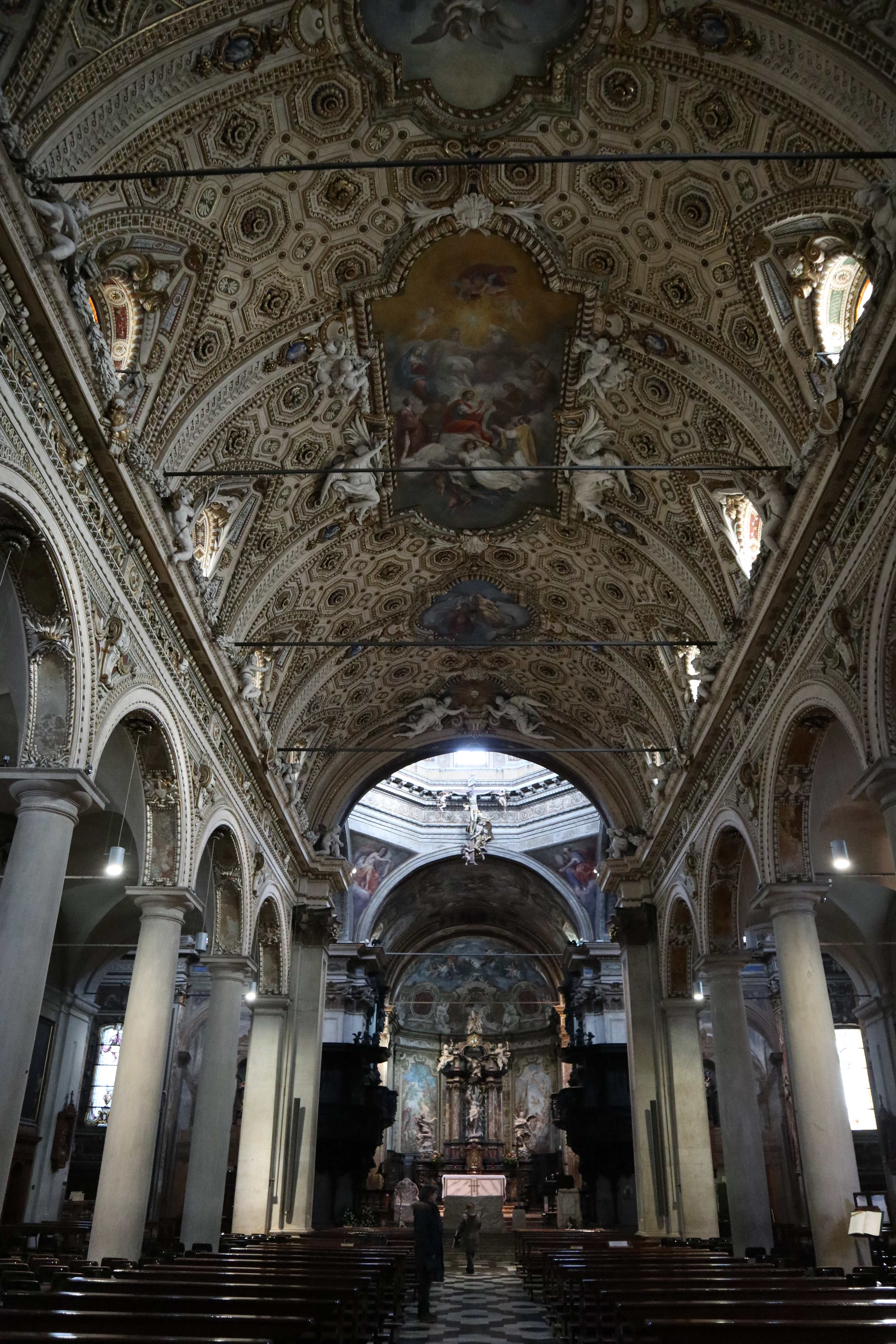
Interno della Basilica di San Vittore

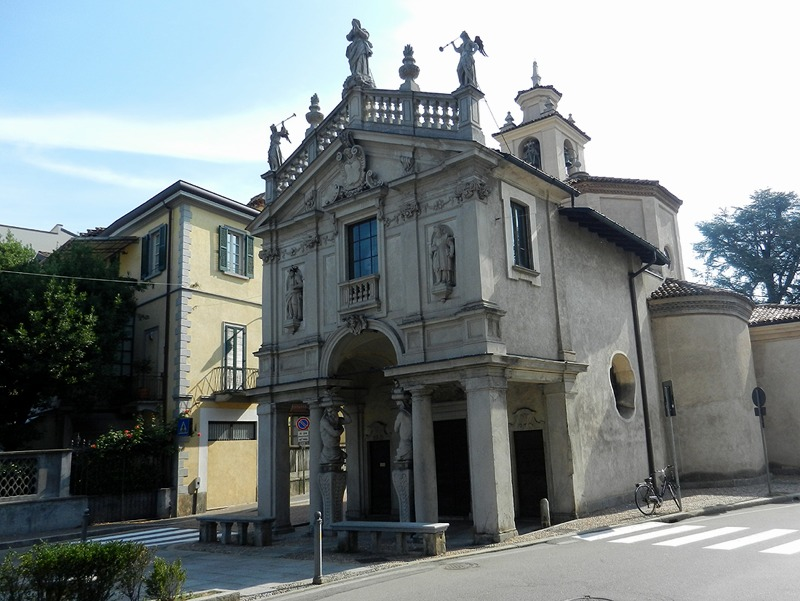
La chiesa della Madonnina in Prato

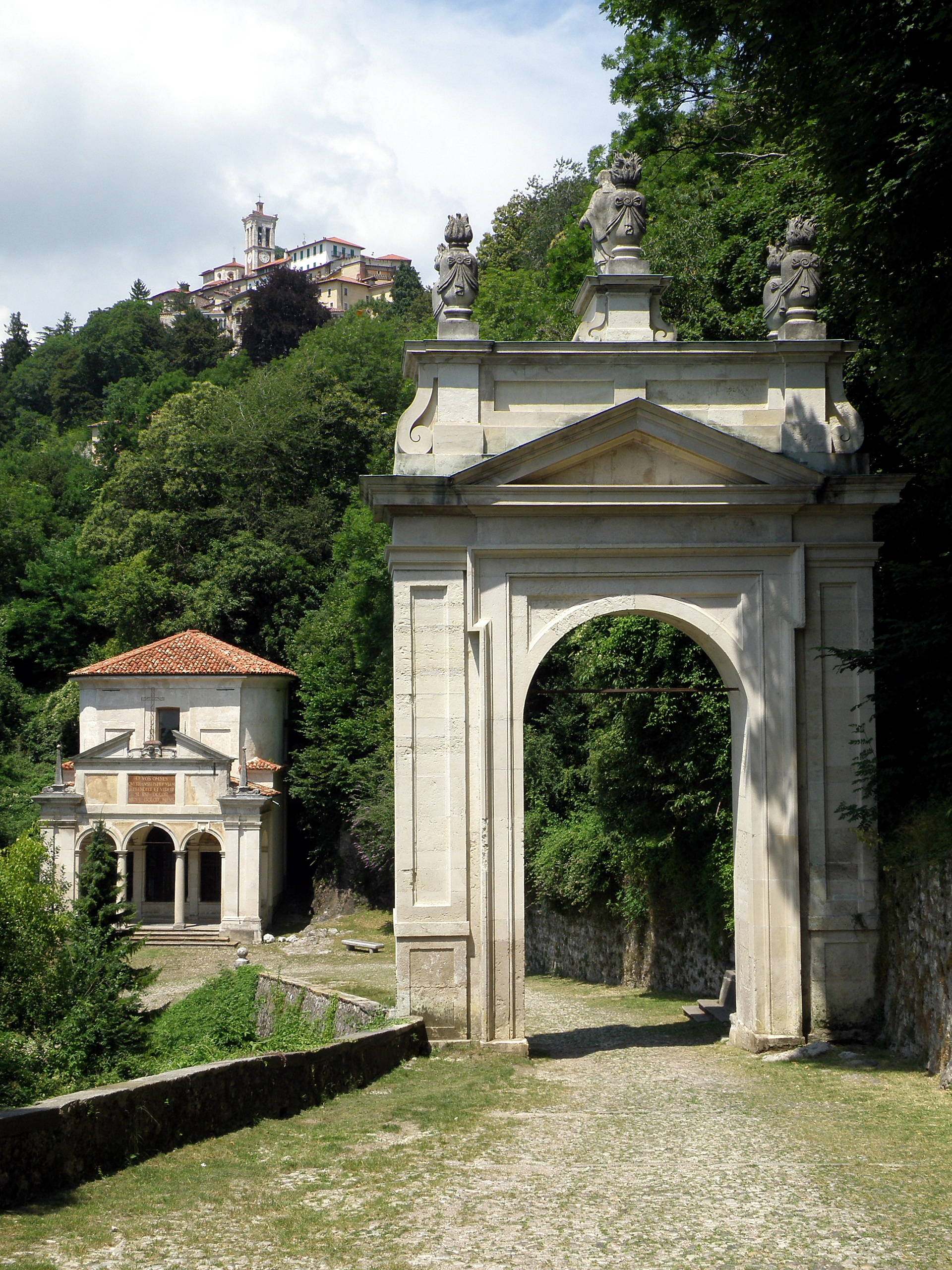
Il Sacro Monte dall'arco di Sant'Ambrogio

### Architetture religiose
I monumenti di Varese sono costituiti da un ricco patrimonio storico-artistico, di cui numerose architetture romaniche disseminate fra le frazioni della città, e importanti testimonianze del Barocco e barocchetto lombardo.
- Di particolare rilevanza è infatti la basilica di San Vittore, edificata tra XVI e XVII secolo su struttura trecentesca: il presbiterio fu eretto nel 1542 e il corpo della chiesa su progetto di Pellegrino Pellegrini nel 1580. A latere sorge altresì il relativo campanile, progettato da Giuseppe Bernascone e ultimato nel XVIII secolo, che con i suoi oltre 77 metri d'altezza è il più elevato edificio della città di Varese.[51]
- A fianco della basilica sorge l'antico battistero di San Giovanni Battista, eretto tra XII e XIII secolo. All'interno sono presenti testimonianze del preesistente edificio esagonale risalente all'VIII-IX secolo. Al centro, sopra la vasca battesimale del VII-VIII secolo, è la fonte ottagonale monolitica scolpita da un maestro campionese attivo tra il Duecento e Trecento. Sull'altare una Madonna in trono e santi di maestro vercellese del XVI secolo
- Tra le altre chiese sparse in città sono da ricordare quella di San Martino, parte di un ex-monastero benedettino con affreschi di Francesco Maria Bianchi (1689-1757) e Pietro Magatti (1687-1765)
- la chiesa di Sant'Antonio alla Motta, edificata nel 1606-1614 attraverso la trasformazione di un preesistente oratorio su progetto di Giuseppe Bernascone (1565-1627), con interventi interni dei pittori Giuseppe Baroffio e (in misura minore) Giovanni Battista Ronchelli
- A ridosso della centrale piazza Monte Grappa sorge invece la chiesa di San Giuseppe, edificata come oratorio nel corso del 1504. L'interno è arricchito da preziosi affreschi seicenteschi di Giovan Battista Del Sole, Melchiorre Gherardini e Giovanni Battista Ronchelli, autore degli affreschi sulla parete del coro. La tela nella parete centrale, risalente alla prima metà del Seicento, è attribuita invece a Giulio Cesare Procaccini
- A poca distanza dal centro storico, in località Biumo Inferiore, sorge il santuario mariano della "Madonnina in Prato", le cui prime notizie risalgono al 1574, in occasione di una visita pastorale nel borgo di San Carlo Borromeo. All'interno dell'edificio è conservato un pregevole affresco tardogotico, forse parte di un'edicola votiva, raffigurante la Vergine in trono con Bambino, e numerosi affreschi di Antonio Busca risalenti al 1667. La facciata della chiesa fu eseguita invece tra il 1678 e il 1686 in pietra arenaria di Viggiù.
- Da ricordare inoltre la chiesa di San Giorgio in località Biumo Superiore per alcuni affreschi del XIV-XV secolo e una "Adorazione con Bambino" di Pietro Magatti;
- La chiesa di Santo Stefano a Bizzozero, pregevole esempio di romanico lombardo del X-XI secolo, epoca cui risale anche
- L'oratorio della Schirannetta a Casbeno
- La chiesa di San Cassiano in località Avigno, quest'ultima caratterizzata da un affresco trecentesco su una parete esterna
- Degna di nota è infine la chiesa di Sant'Imerio - un tempo dedicata a San Michele Arcangelo - nel quartiere di Bosto, edificio risalente all'XI secolo con affreschi quattrocenteschi e un sarcofago in pietra scolpito dei secoli XI-XII.

#### Il Sacro Monte
Di particolare interesse storico-artistico è il Sacro Monte di Varese o "Fabbrica del Rosario", importante complesso concepito nel tardo Cinquecento da Giovanni Battista Aguggiari come sistemazione del preesistente percorso pedonale per il santuario di Santa Maria del Monte. Si tratta di una via sacra di circa due chilometri fiancheggiata da 14 cappelle votive che ripercorrono i misteri del Rosario. Realizzate a partire dal 1604 da Giuseppe Bernascone, dal 2003 il complesso è stato inserito con gli altri nove sacri monti di Piemonte e Lombardia nella lista UNESCO del patrimonio dell'umanità. Le cappelle, come i Misteri del Rosario, sono divise in gruppi di cinque, separati tra loro da archi trionfali e da fontane per il ristoro dei pellegrini. Le cappelle sono quattordici, una in meno dei Misteri del Rosario, poiché il santuario – meta del percorso – assume la funzione di quindicesima ed ultima cappella, grazie alla costruzione avvenuta in quegli anni, di un nuovo altare in marmo dedicato alla Incoronazione della Vergine, che racchiude una trecentesca statua lignea, icona oggetto di speciale venerazione.
Il percorso devozionale si conclude ad oltre 800 metri di altezza nell'abitato di Santa Maria del Monte. Qui spicca il santuario, sorto su una chiesetta di remote origini e realizzato dal 1472 su disegno di Bartolomeo Gadio. Il prezioso interno dell'edificio conserva affreschi di Giovan Mauro della Rovere e Antonio Busca.
La chiesa, meta del pellegrinaggio, risale al Medioevo e conserva, sotto il presbiterio, una cripta romanica databile intorno all'XI secolo. L'interno è d'impianto barocco, e le navate sono opera di Giovanni Battista della Rovere, del comasco Giovanni Paolo Ghianda, nonché dei fratelli Giovanni Battista e Giovanni Francesco Lampugnani, questi ultimi autori di alcuni affreschi alla XII cappella e nella chiesa dell'Immacolata Concezione, posta a inizio della via Sacra.
Oltre al campanile del santuario, ideato da Giuseppe Bernascone nel 1599, rilevante è la fontana del Mosè, costruita per rendere esecutiva una deliberazione assunta dall'Amministrazione del Santuario nel 1803. Posta al termine del percorso devozionale, la fontana - ideata dall'architetto Francesco Maria Argenti di Viggiù e dallo scultore ravennate Gaetano Monti - è formata da un prospetto neoclassico impostato su un alto basamento a bugne regolari. Terminata nel 1834 non fu mai completata mancando due statue in posizione seduta ai lati del piedistallo e quattro sulla balaustra in corrispondenza delle colonne. Il monumento ha alla base una vasca che riceve acqua sorgiva da una testa leonina. Dal 2010 si svolge la rassegna "Tra Sacro e Sacro Monte", festival teatrale voluto dalla fondazione Paolo VI per il Sacro Monte di Varese.

### Architetture civili

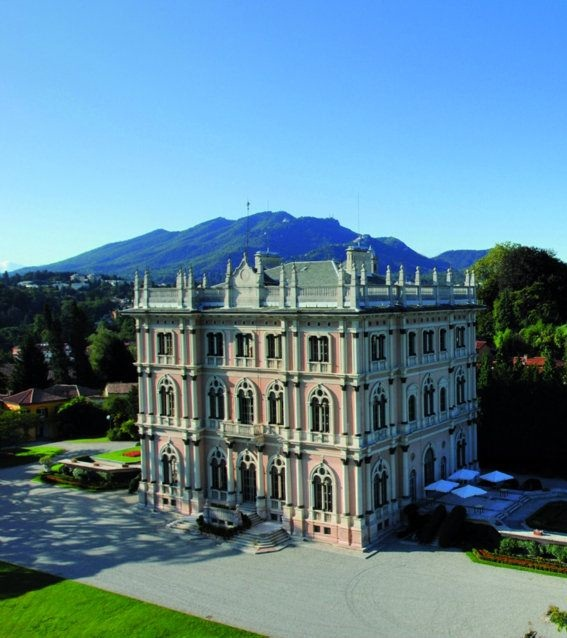
Villa Andrea Ponti

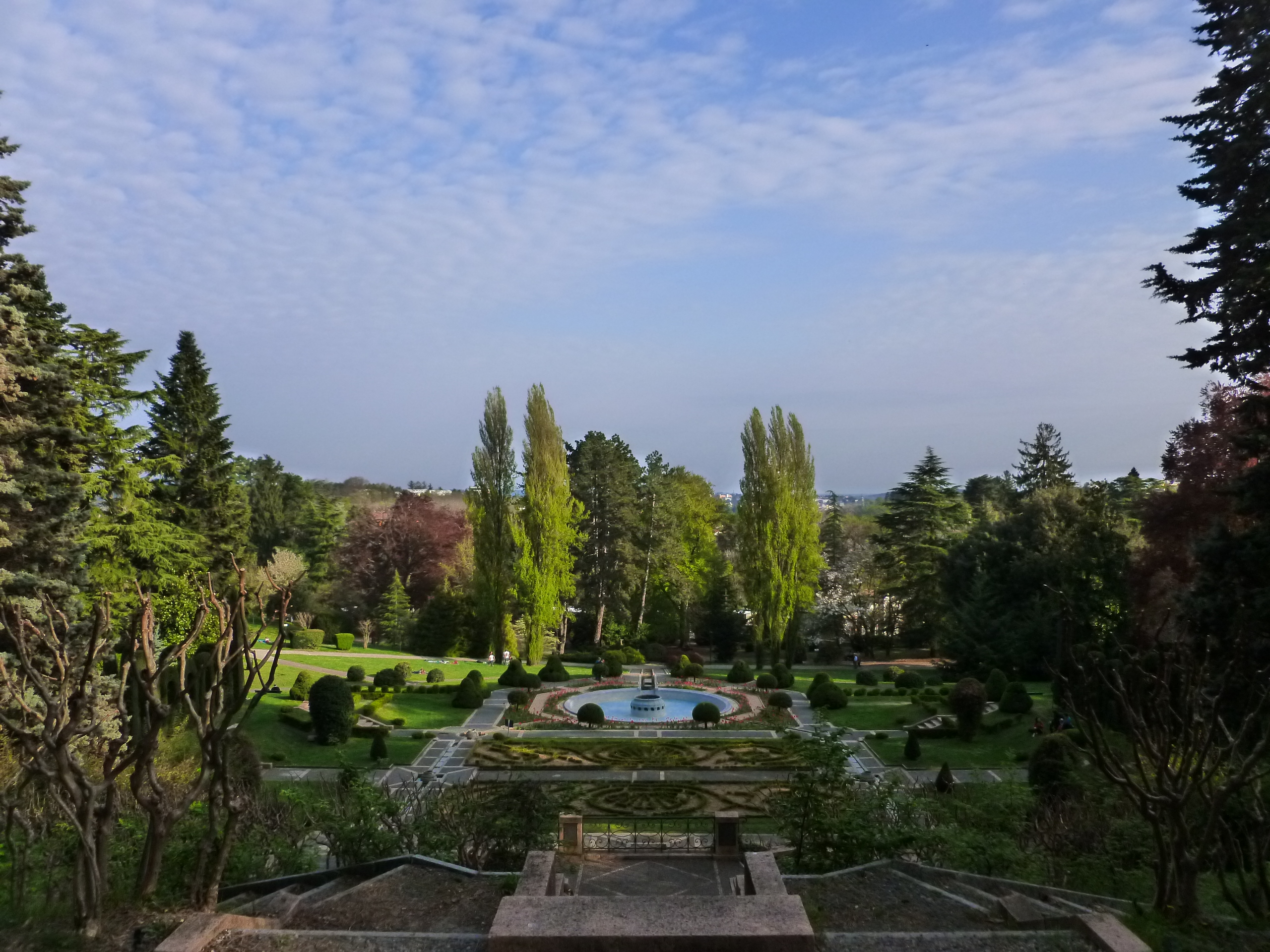
Il parco di villa Toeplitz

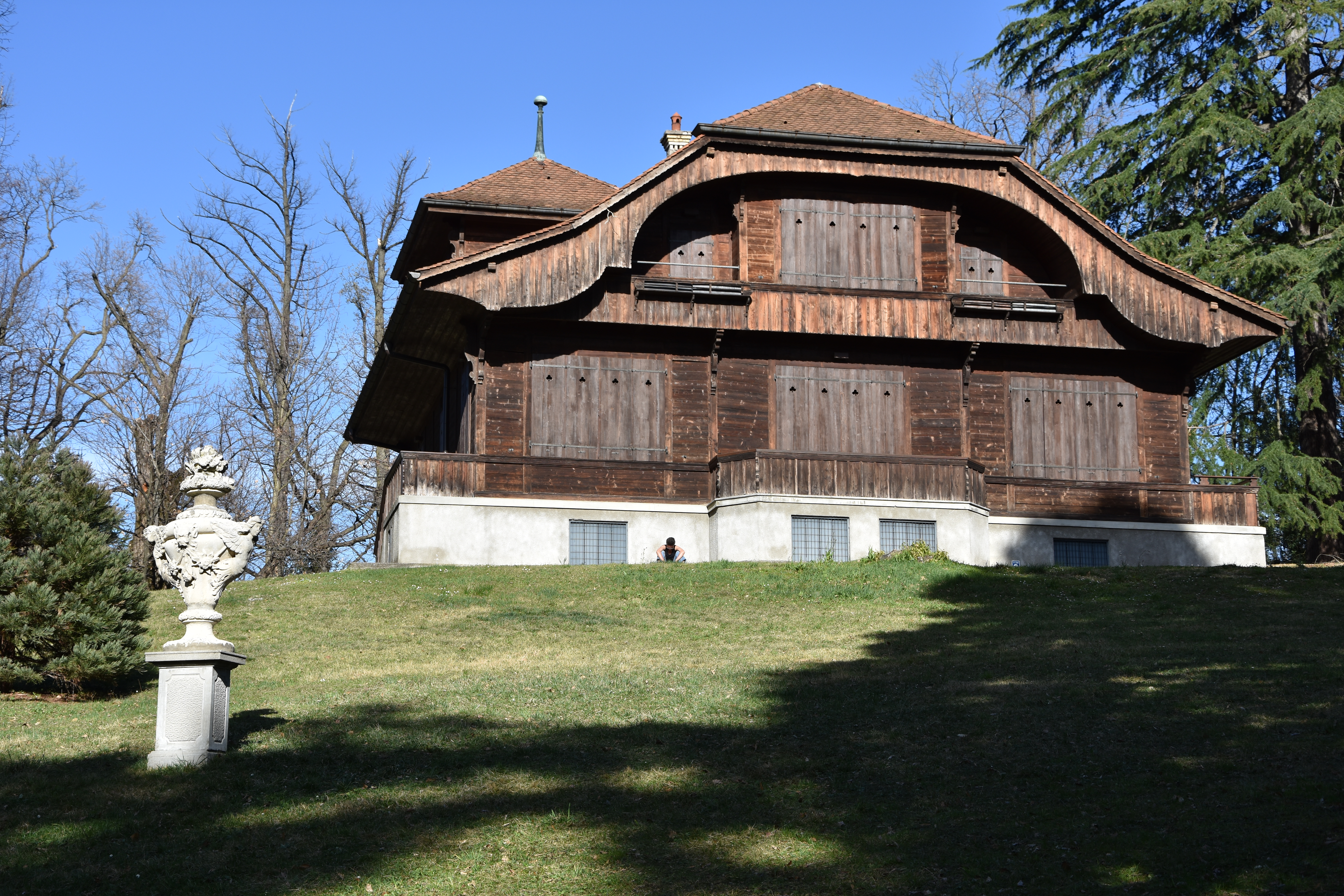
La dacia nel parco di Villa Baragiola

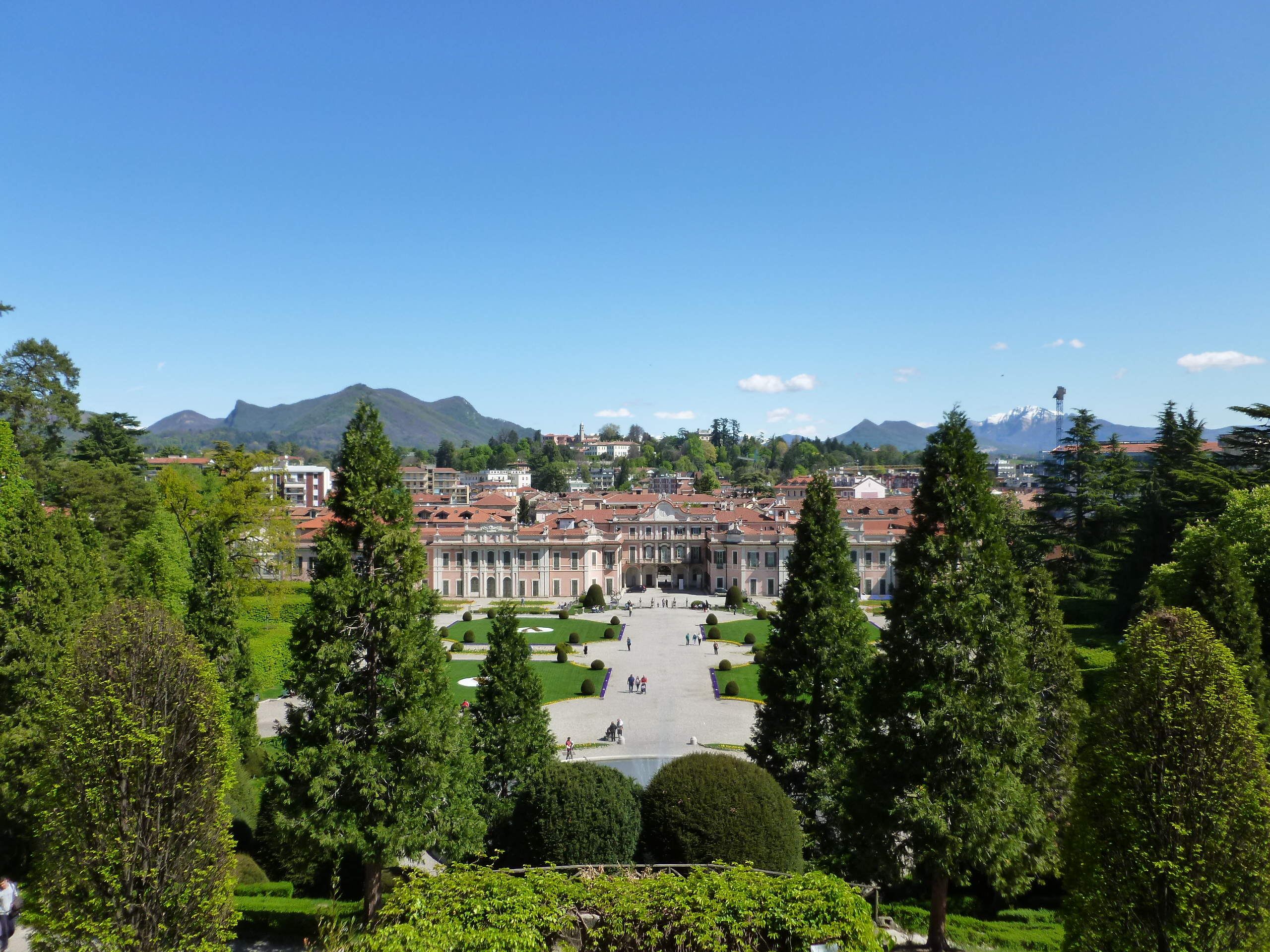
Palazzo e giardini estensi

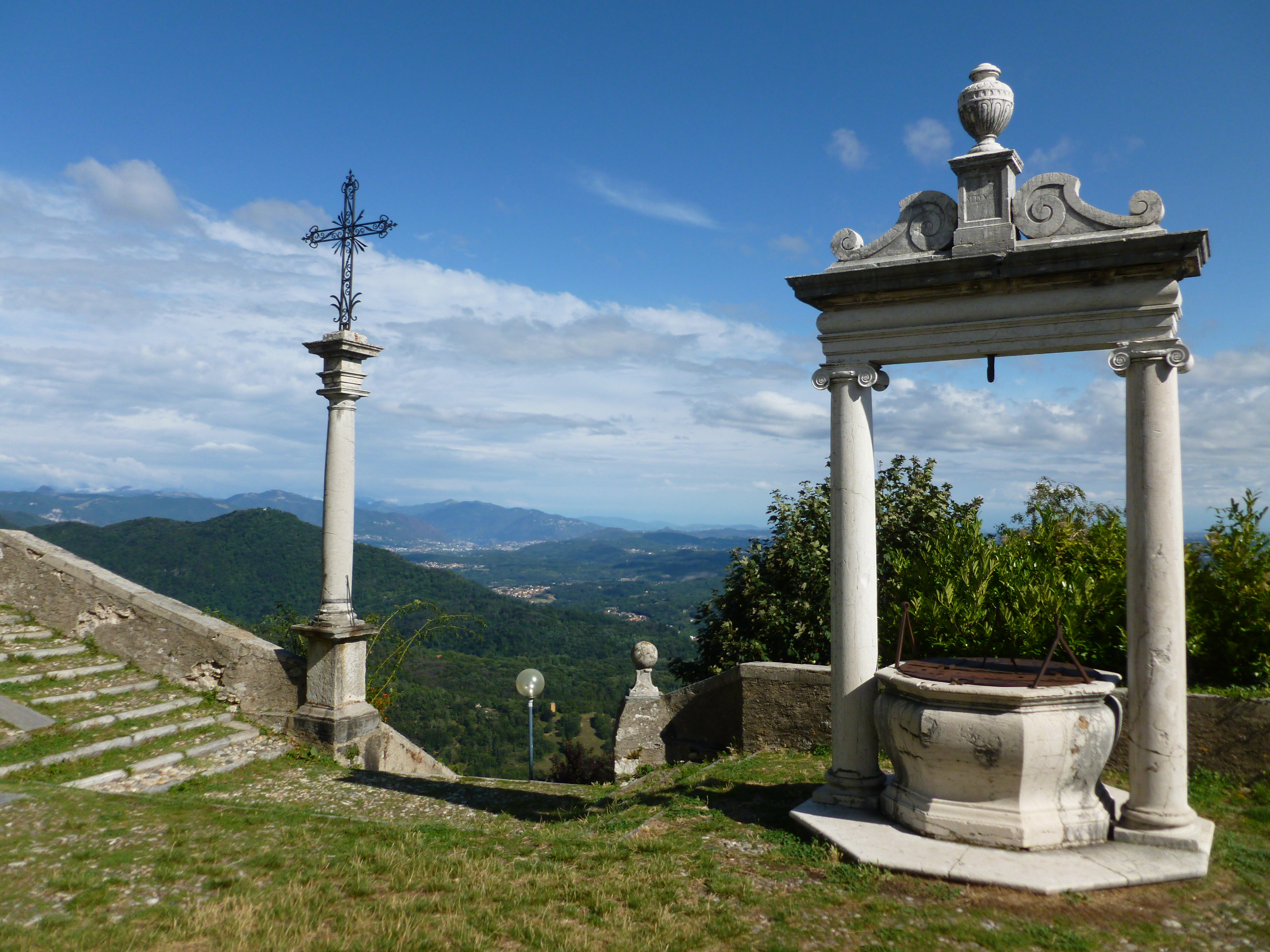
Panorama dal Sacro Monte

La città di Varese è ricca di ville e castelli, testimonianze di epoca medioevale, barocca e dello stile liberty. Si tratta di ville storiche, in alcuni casi sedi di musei (come Villa Mirabello, sita nel complesso di Palazzo Estense) o di enti istituzionali provinciali, di grande fascino, tanto per le costruzioni che per i magnifici giardini che le circondano. Oltre ad alcuni edifici sparsi nel centro storico della città, come Palazzo Pretorio o villa Cagna, un complesso residenziale che ospita anche il civico Liceo Musicale di Varese, figurano alcuni importanti edifici già destinati nel passato a lussuosi alberghi e importanti strutture ricettive.
Tra questi emerge Villa Recalcati in località Casbeno edificata nella prima metà del XVIII secolo, poi ampliata nel corso del 1756-75, fu concepita come albergo di lusso, ora è sede della Provincia di Varese e della Prefettura. A ridosso del centro della città si incontra invece Villa Mylius, ceduta al comune di Varese nel 2007. Già di proprietà dei Padri Gesuiti di Varese, nel 1773 la villa e il parco furono ceduti al notabile Francesco Torelli, che la trasformò da modesto edificio in una vera e propria villa, poi venduta nel 1905 all'industriale Giorgio Mylius. Con la sua morte la proprietà venne frazionata tra vari eredi, che nel 1946 si accordarono per cederla al varesino Achille Cattaneo, e da lui donata all'amministrazione.
In località Sant'Ambrogio sorge Villa Toeplitz, considerata una delle più belle ville con parco pubblico della città. Il complesso prende nome da Giuseppe Toeplitz (1866-1938), banchiere di origini polacche che l'acquistò nel 1914. Già modesta residenza di campagna della famiglia tedesca Hannesen, venne ampliata dal Toeplitz quando nel secondo dopoguerra la moglie Edvige Mrozowska e il figlio Ludovico la vendettero ai fratelli Mocchetti di Legnano. Il complesso con l'elegante parco all'italiana passò al Comune di Varese nel 1972.
Sono da ricordare inoltre le Ville Ponti, edificate tra il 1850 e il 1870 su progetto dell'architetto milanese Giuseppe Balzaretto (1801-1874), furono ristrutturate nel 1976 e convertite in un importante centro congressuale. L'edificio principale, immerso in un pregevole parco pubblico, è decorato internamente da Giuseppe Bertini (1825-1898), mentre la villa neoclassica detta "Fabio Ponti" - l'edificio più antico dell'intero complesso - è ricordata per essere stata il quartier generale di Garibaldi nel 1859.
Sempre in località Biumo Superiore, a lato dell'ingresso delle Ville Ponti sorge Villa Menafoglio Litta Panza. Costruita a partire da metà Settecento per iniziativa del marchese Paolo Antonio Menafoglio, è uno degli esempi meglio conservati di casa di villeggiatura di tutto il territorio varesino, sia dal punto di vista dell'architettura sia da quello dell'importanza territoriale. La villa con il giardino all'italiana fu in parte trasformata nel periodo napoleonico (salone neoclassico) insieme al parco a cui furono aggiunte delle parti sistemate all'inglese. Annoverata dal 1996 come bene tutelato dal FAI, attualmente l'edificio ospita la collezione d'arte contemporanea della famiglia Panza.
A Biumo Inferiore, antica località di ville di delizia nel Settecento e nell'Ottocento, restano le neoclassiche Villa Dandolo (opera di Leopoldo Pollack), Villa Kevenhüller (a lungo attribuita allo stesso Pollack) e Villa Orrigoni Litta Modignani (ristrutturata da Simone Cantoni), che hanno purtroppo perso gran parte degli antichi parchi.
Nel rione di Masnago è presente invece Villa Baragiola, da menzionare soprattutto per il parco all'inglese. Sul lato nord, all'ombra del monte Campo dei Fiori, nel 1895 l'avvocato Andrea Baragiola inaugurò uno dei primi ippodromi italiani, che si estendeva sino all'area oggi occupata dallo stadio "Franco Ossola" e al suo ampio parcheggio. La villa, d'impianto Ottocentesco, fu ristrutturata nei primi anni trenta e ancora nel decennio successivo, quando fu destinata a seminario di ordine religioso. Passata al Comune di Varese nel 2001, oggi ospita una parte dei suoi uffici, mentre il parco è aperto al pubblico.
In località Giubiano è invece da ricordare Villa Augusta, edificata nella seconda metà dell'Ottocento. Già di proprietà Testoni, passò all'Ospedale di Circolo di Varese e poi, il 30 settembre 1952, fu ceduta all'ordine delle suore Ausiliatrici del Purgatorio di Roma. Acquistata dall'amministrazione comunale il 12 dicembre 1968, la villa ospita un'azienda municipalizzata, mentre il parco è aperto al pubblico dal 5 aprile 1970.
Giubiano ospita anche Villa Albuzzi Tamagno, frutto di una serie di ampliamenti e rielaborazioni una dimora Settecentesca che, già nel 1731, comprendeva un oratorio decorato da Giulio Baroffio (fratello del più celebre Giuseppe). La villa fu eretta su commissione della famiglia Albuzzi (o Buzzi), che nel 1802 la donò all'Ospedale dei Poveri di Varese, ente che dal 1805 al 1837 la concesse in enfiteosi al milanese Allodi. A quest'ultimo succedette la famiglia Carozzi-Piccinini, che dal 1837 al 1841 trasformò la dimora in un edificio tardo-neoclassico con impianto a "U". Durante la battaglia di Varese del 1859, la villa fu scelta dal generale austro-ungarico Karl von Urban come proprio quartier generale. Nel 1885 la proprietà fu rilevata dal tenore Francesco Tamagno, al quale si devono un rifacimento degli interni e un ampliamento del retro della villa. Quest'ultimo intervento comportò la realizzazione di un teatro e di uno scalone in stile romantico. Allo stesso Tamagno si devono anche alcuni interventi di rielaborazione dell'oratorio e del vasto parco all'inglese. Dalla figlia di Tamagno, nel 1932, la villa passò definitivamente all'Ospedale di Circolo di Varese.
Da segnalare sono anche le seguenti dimore.
- Casa Grossi, fatta erigere da fisico Luigi Grossi nel 1826 su un terreno acquistato dai Comolli. Progettata da Gaetano Besia, la dimora è posta davanti a un parco il cui stile si colloca a metà strada tra un giardino all'inglese e un parco olandese.[10]
- Casino Paravvicini, dimora tardo-neoclassica a tre piani costruita in due anni, dal 1830 al 1832, su progetto dell'architetto Pestagalli.[60]
- Villa De' Cristoforis, a Bosto, costruita negli anni 1760-1770 inglobando una chiesetta rinascimentale di origine romanica, dedicata a San Pietro.[61] La villa fu realizzata su commissione della famiglia De' Cristoforis, che nel 1876 cedettero la proprietà allo scopo di trasformarla in un collegio, attivo fino al 1908.[61] Successivi proprietari della dimora furono, nell'ordine la famiglia Colombo e quella dei Mazzucchelli.[61] Inserita in un parco all'inglese, la villa ospita al suo interno un salone da ballo ispirato a quello di Palazzo Estense.[61]
- Villa Carmen Sylva (1900), commissionata da Giuseppe Trolli al romeno Oscar Maucsk, che la progettò ispirandosi al Castello di Peleș. La villa si trova in località Miogni Inferiori.[62]

#### Il periodo razionalista
Con l'elevazione a capoluogo dell'omonima provincia nel 1927, venne ridisegnata una cospicua parte del centro storico e furono edificati un notevole numero di edifici a destinzione pubblica da parte di importanti esponenti della corrente razionalista allora in voga. L'architetto romano Vittorio Ballio Morpurgo fu incaricato di redigere il nuovo piano regolatore per la città. Per la realizzazione della nuova Piazza Monte Grappa venne demolito l'intero quartiere presente sul lato sud della vecchia piazza Porcari. Nel 1934 si svolse il concorso per il progetto degli edifici che dovranno delimitare la piazza. Vincitore è l'architetto Mario Loreti di Roma, che edifica l'attuale sede della Camera di Commercio, la torre littoria, l'edificio INPS, le Assicurazioni RAS e altri edifici privati. La Torre Littoria con il suo slancio verso l'alto accresce il senso spaziale all'interno della piazza, puntando a interrompere la monotonia dei ritmi orizzontali con un accentuato senso di verticalismo.
Tra gli edifici in stile razionalista sono da annoverare anche il Palazzo delle Poste dell'architetto Angiolo Mazzoni. Edificato nel 1933, è un compromesso stilistico tra l'accentuato monumentalismo della facciata, determinato dalle gigantesche semicolonne sulle quali svettano sculture in bronzo di Domenico Ponzi e Nando Conti, e la maggiore modernità delle parti restanti non in vista che evidenziano un linguaggio, al contrario, più sobrio ed antiretorico. Della stessa impostazione sono anche le sedi di partito quali la Casa del Fascio (arch. Loreti), e la Casa del Mutilato, oggi edificio di proprietà comunale con una sala adibita a concerti e manifestazioni culturali.
Mostrano un'originale sintesi di monumentalità razionalista e partiti decorativi ispirati al passato i tre progetti del celebre architetto romano Ballio Morpurgo, il Convitto civico di Casbeno, oggi Comando provinciale della Guardia di Finanza, rievocante il Settecento lombardo, il palazzo di Giustizia e la Casa del balilla di Via Copello, ispirato all’architettura romana cinquecentesca.

Risale al 1938 il progetto del celebre architetto Giovanni Muzio per l'ordine dei Frati Minori del Santuario di S. Antonio da Padova alla Brunella, comprendente anche la chiesetta dell'oratorio e l'annesso convento, completati solo nel 1964. 

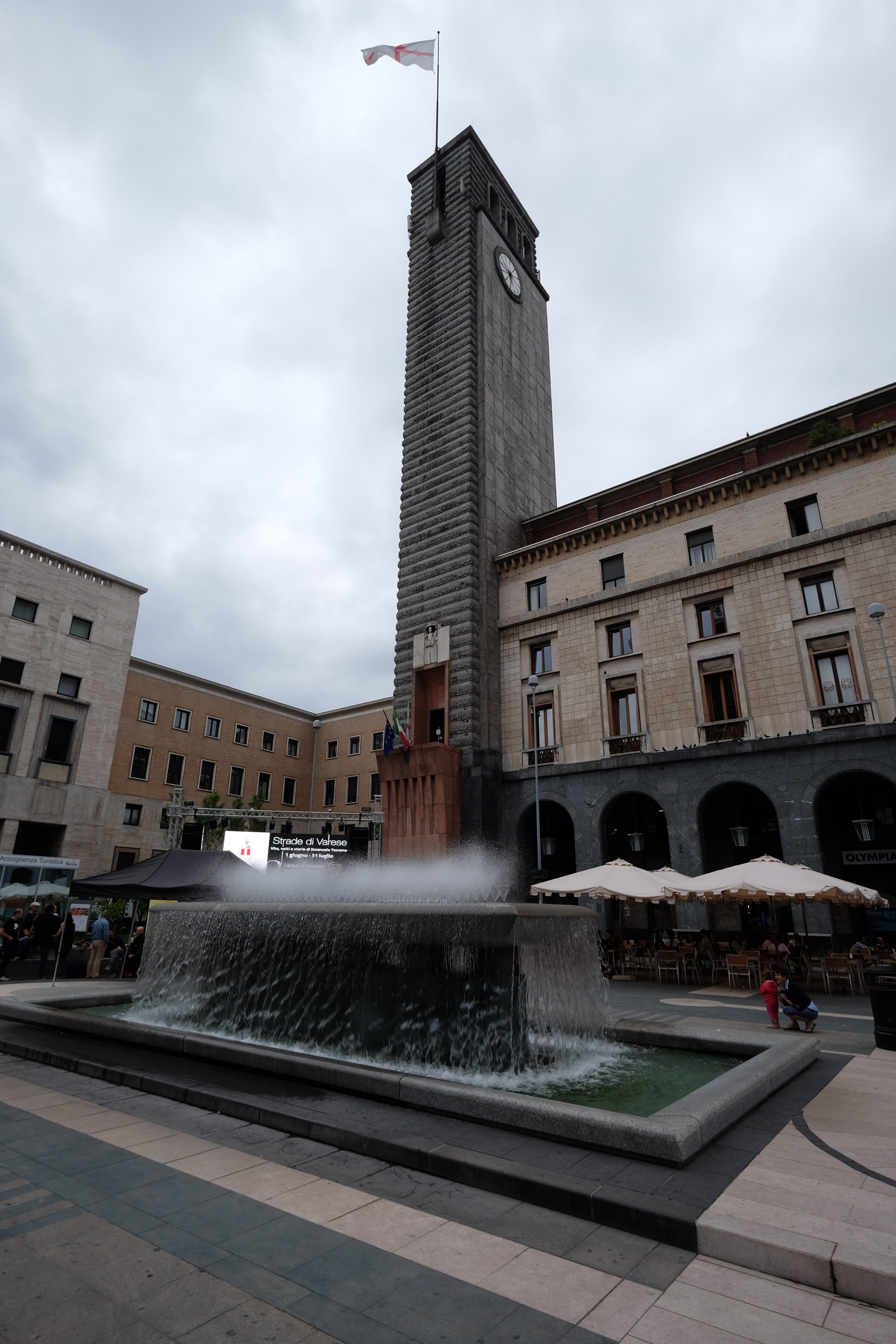
Torre civica in piazza Monte Grappa, Mario Loreti
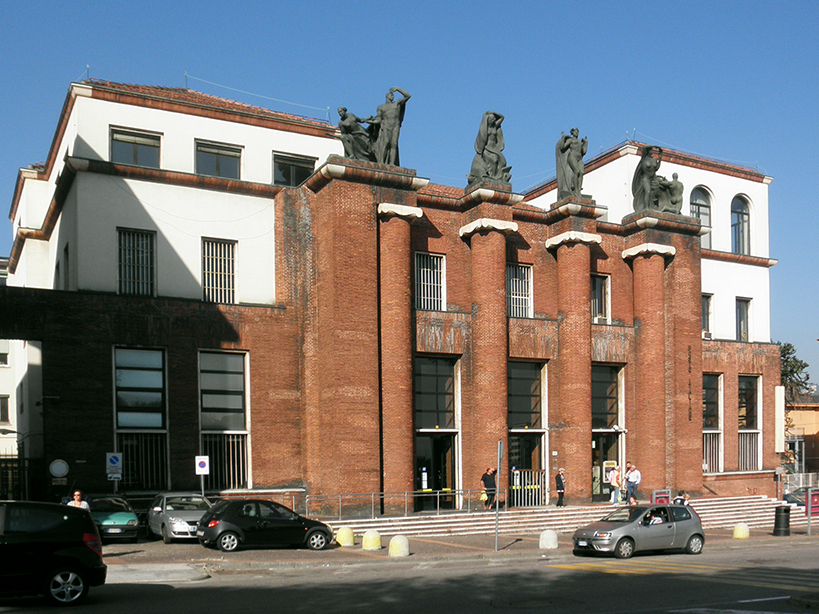
Palazzo delle Poste dell'architetto Angiolo Mazzoni, 1933
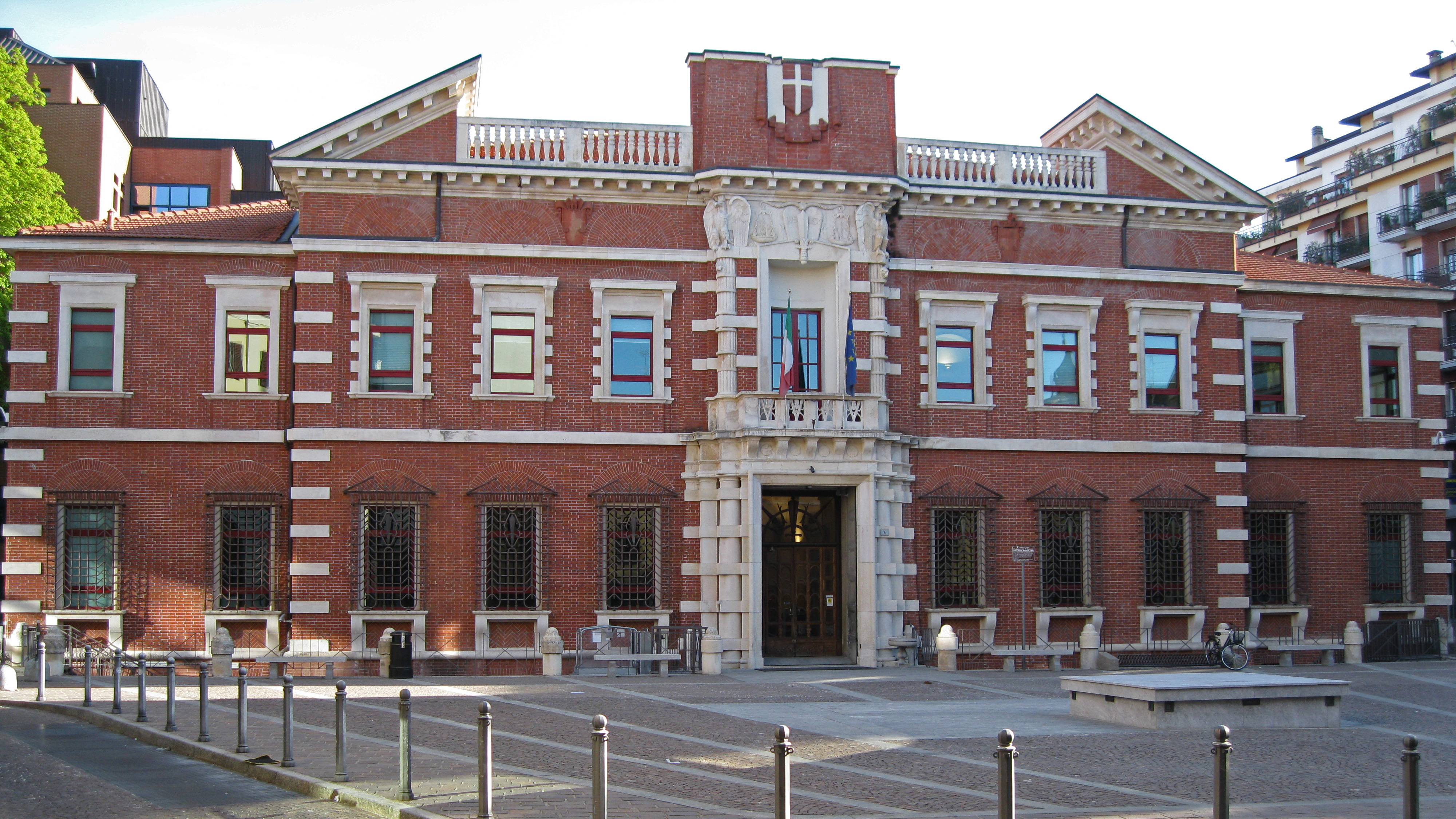
Palazzo di Giustizia di Vittorio Ballio Morpurgo
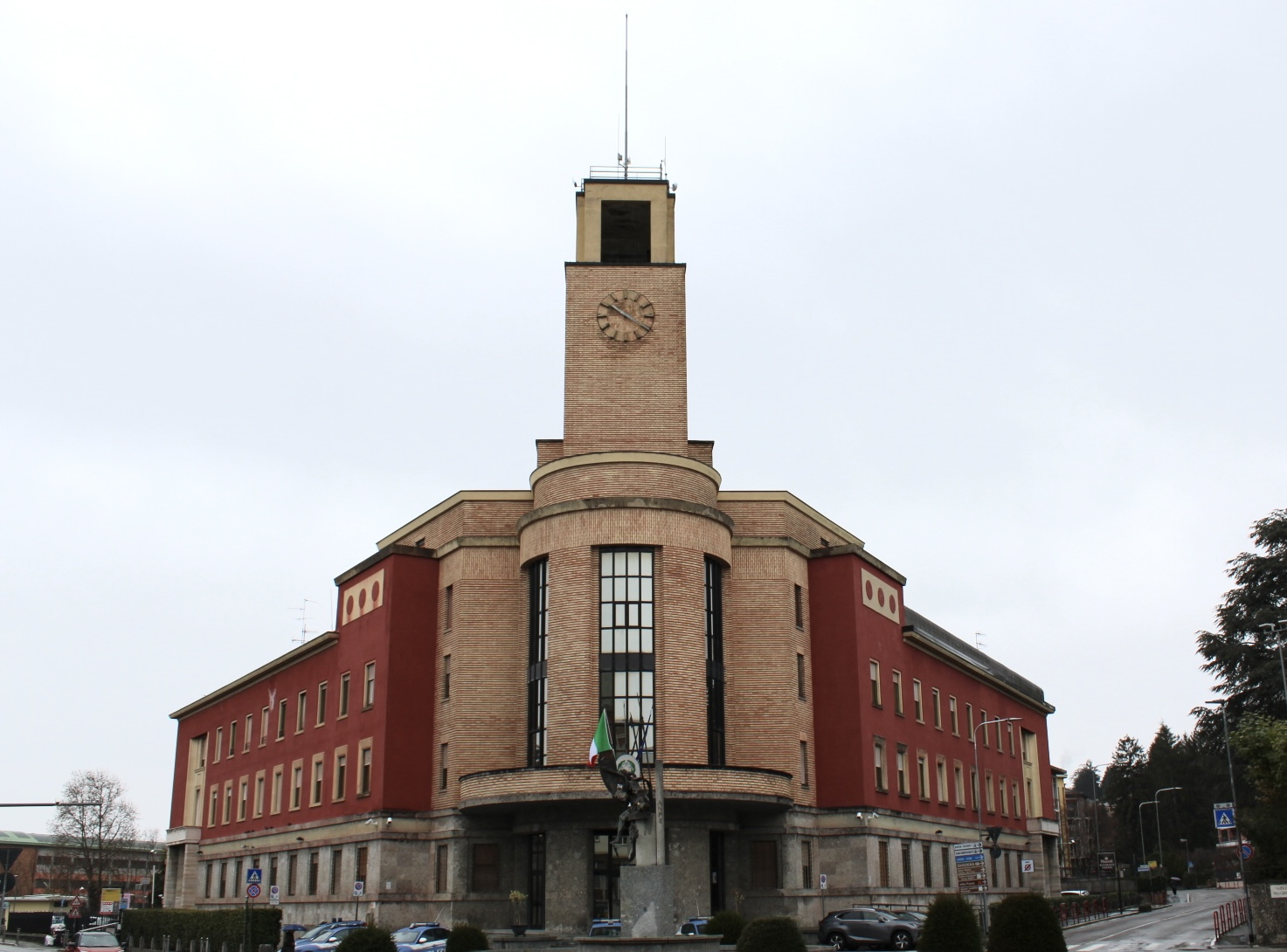
La ex casa del Fascio, in seguito sede della questura, di Mario Loreti

### Architetture militari

#### Castello di Belforte
Sul promontorio che domina il quartiere di Belforte sorge un antico maniero in rovina, oggi conosciuto come castello di Belforte. Il toponimo, contrazione di "Bellum-Fortis", sarebbe di derivazione romana e confermerebbe l'esistenza di una postazione militare precedente al periodo medievale. La documentazione registra la presenza di una fortificazione esistente già nel 1164, con funzione di baluardo e vedetta delle vie lungo l'Olona. Agli inizi del XV secolo la proprietà passò nelle mani della famiglia Biumi, che alla metà del Seicento trasformò l'edificio in una lussuosa residenza di notevole pregio architettonico, dotata di un porticato rimasto incompiuto. Nel 1660, la dimora è attestata ancora come un complesso dotato ancora tanto dei tratti fortilizi quanto di quelli di una residenza di campagna. Abbandonato nel corso dei secoli, oggi è un complesso diroccato in attesa di restauri.

#### Castello Mantegazza
In località Masnago sorge il Castello Mantegazza. La massiccia torre quadrata del XII secolo testimonia lo scopo difensivo del complesso architettonico, sviluppato nel corso del Quattrocento e completato con un'ala Sei-Settecentesca che ha dato all'antica fortezza l'attuale aspetto di una dimora signorile. Dal XV secolo residenza dei Castiglioni, famiglia originaria del vicino borgo medievale di Castiglione Olona, la scomparsa del casato a inizio Novecento con la morte del marchese Paolo Castiglioni Stampa segnò il passaggio del castello ad Angelo Mantegazza di Varese, quindi alla famiglia Panza negli anni sessanta e infine al Comune nel 1981 che l'ha destinato a sede del Museo d'arte Moderna e Contemporanea. All'interno dell'edificio sono conservati rari esempi di affreschi profani in Lombardia, espressione dello stile gotico internazionale. Di notevole interesse, per la straordinaria ricchezza di specie vegetali, il parco del castello, un vero e proprio giardino botanico con oltre un centinaio di alberi a arbusti, tra i quali spiccano maestosi esemplari di leccio e corbezzolo.

#### Torre di Velate

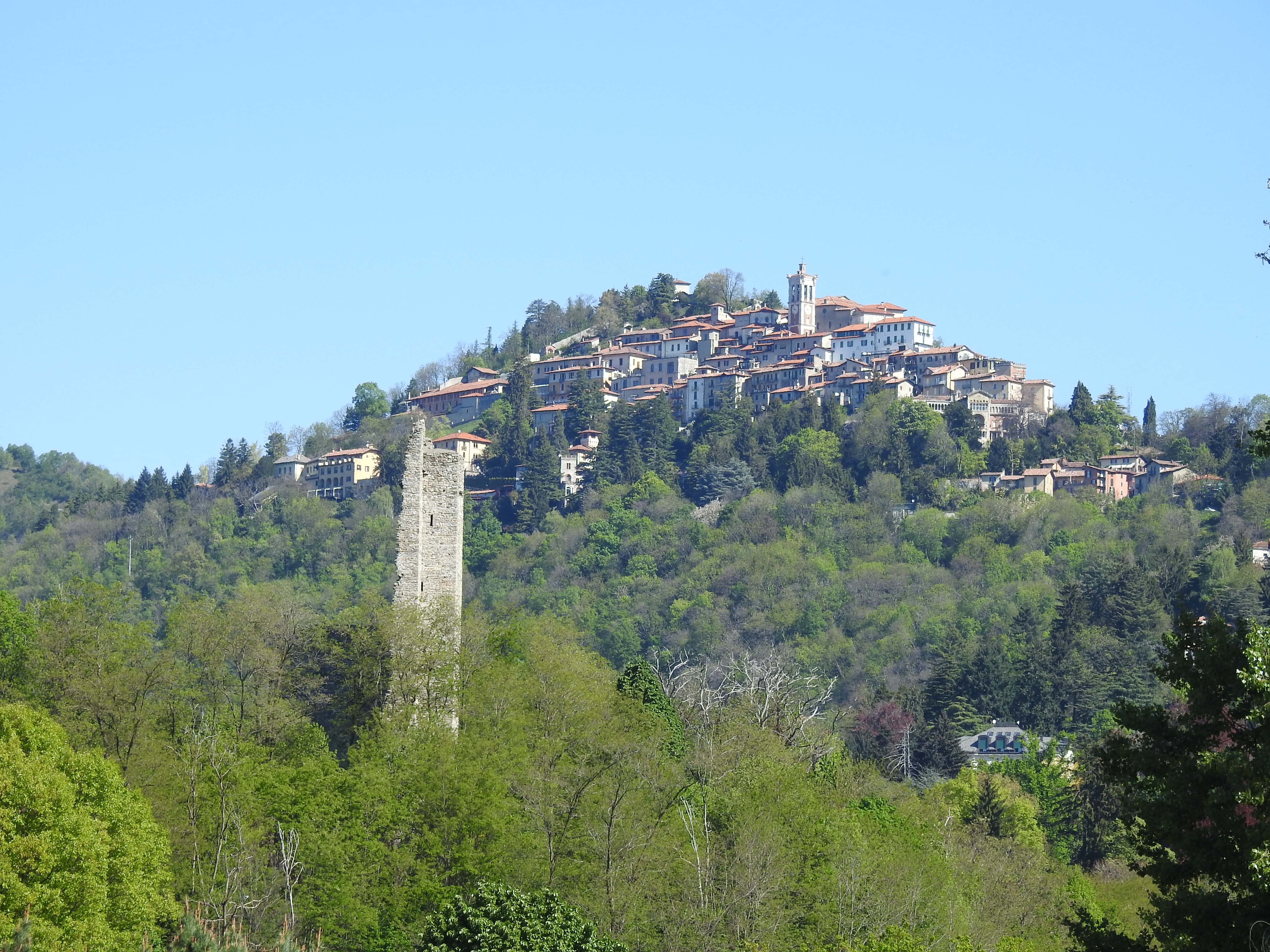
La Torre di Velate in primo piano, sullo sfondo Santa Maria del Monte

In località Velate - un borgo fortificato esistente fin dall'epoca tardoromana ("castrum de Vellate") - si trova una delle più belle testimonianze medievali presenti sul territorio. Si tratta di una torre risalente all'XI secolo che, inserita nell'antica struttura difensiva del Limes prealpino, era destinata a presidio militare della sottostante via per Angera e il lago Maggiore. La struttura, in pietra viva, con pianta quadrangolare, raggiunge i 33.50 metri d'altezza, con cinque piani fuori terra serviti da un articolato corpo scale posto sul lato orientale. Il poderoso fortilizio, del quale rimangono solo due lati e uno soltanto è integralmente conservato, fu gravemente danneggiato alla fine del XII secolo dai milanesi vittoriosi sulle milizie imperiali e sugli alleati del Barbarossa, tra i quali figuravano i nobili di Velate.
 Attualmente la torre, che costituisce un punto fermo nel paesaggio collinare dei dintorni di Varese, è proprietà del Fondo per l'Ambiente Italiano.

### Aree naturali

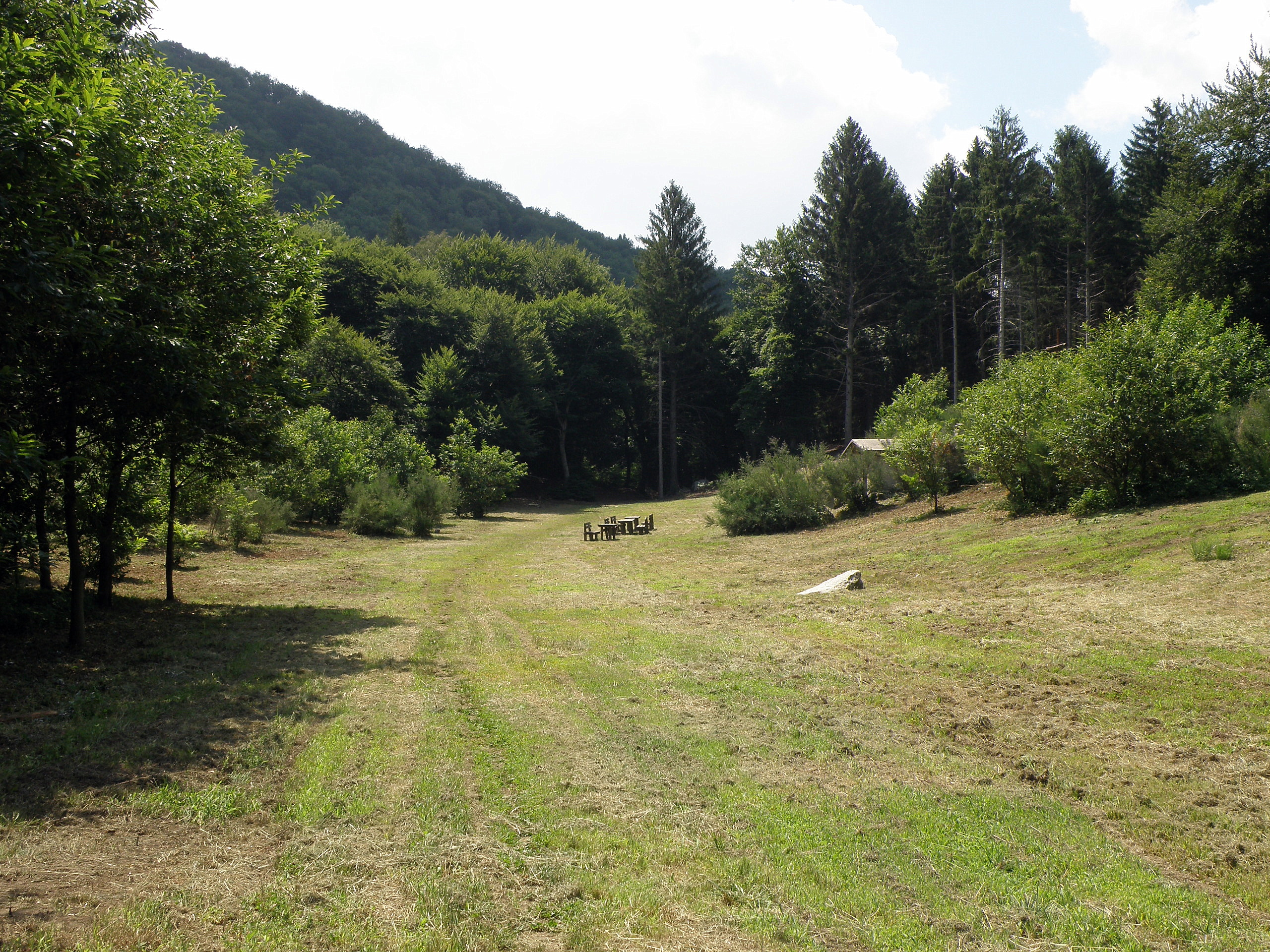
L'area naturale del "Pian delle noci" all'interno del "Parco Campo dei Fiori"

Oltre ai numerosi parchi pubblici della città, spesso pertinenze di ville storiche, è da segnalare in località Schiranna il Parco Luigi Zanzi, istituito negli anni sessanta attraverso un parziale riempimento della costa del lago di Varese. Si tratta di un ampio giardino botanico che sorge sulle sponde varesine del lago, ricche di numerose essenze arboree e da un'avifauna che trova in parte riparo nei canneti lungo le rive. Lido balneare in estate, il parco offre anche possibilità di tranquille passeggiate ed escursioni in bicicletta sulla pista ciclabile.
A ridosso della città di Varese sorge invece il Parco regionale Campo dei Fiori, area naturalistica di oltre cinquemila ettari costituita dai massicci monte Campo dei Fiori e monte Martica, separati da quella valle Rasa che è punto di congiunzione tra Valcuvia e valle dell'Olona. Un tempo la vetta del Campo dei Fiori era caratterizzata da estese superfici prative, motivo per il quale fu meta storica del turismo varesino e milanese. Oggi sono le spettacolari fioriture - che hanno dato il nome all'area - a costituire una delle sue principali attrattive. Si tratta di un luogo molto diversificato che mostra aspetti di estremo interesse, legati sia all'ambiente naturale, sia a testimonianze storiche e culturali, riferite a un passato denso di avvenimenti e tradizioni. Si trovano piccoli borghi contadini, complessi monumentali di rara bellezza, sistemi di grotte articolati e una curata rete di sentieri: alcuni percorribili, oltre che a piedi, anche a cavallo e in bicicletta. All'interno del Parco sono istituite sei riserve naturali che racchiudono gli ambienti più importanti e caratteristici.

## Società

### Evoluzione demografica
Abitanti censiti

### Etnie e minoranze straniere
Al 31 dicembre 2023 gli stranieri residenti nel comune erano 10 166, ovvero il 12,9% della popolazione. Di seguito sono riportati i gruppi più consistenti:
- Albania 1 624
- Ucraina 955
- El Salvador 633
- Romania 548
- Sri Lanka 496
- Perù 445
- Marocco 430
- Cina 366
- Bangladesh 363
- Tunisia 300

## Cultura

Francobollo, emesso nel 2006, dedicato al liceo classico E. Cairoli di Varese

### Scuole
- Scuola europea di Varese, una delle sole 14 scuole europee esistenti nell'Unione europea e l'unica in Italia[senza fonte]
- Liceo classico Ernesto Cairoli

### Università
- Università degli Studi dell'Insubria
- Istituto universitario in scienze della mediazione linguistica

### Musei

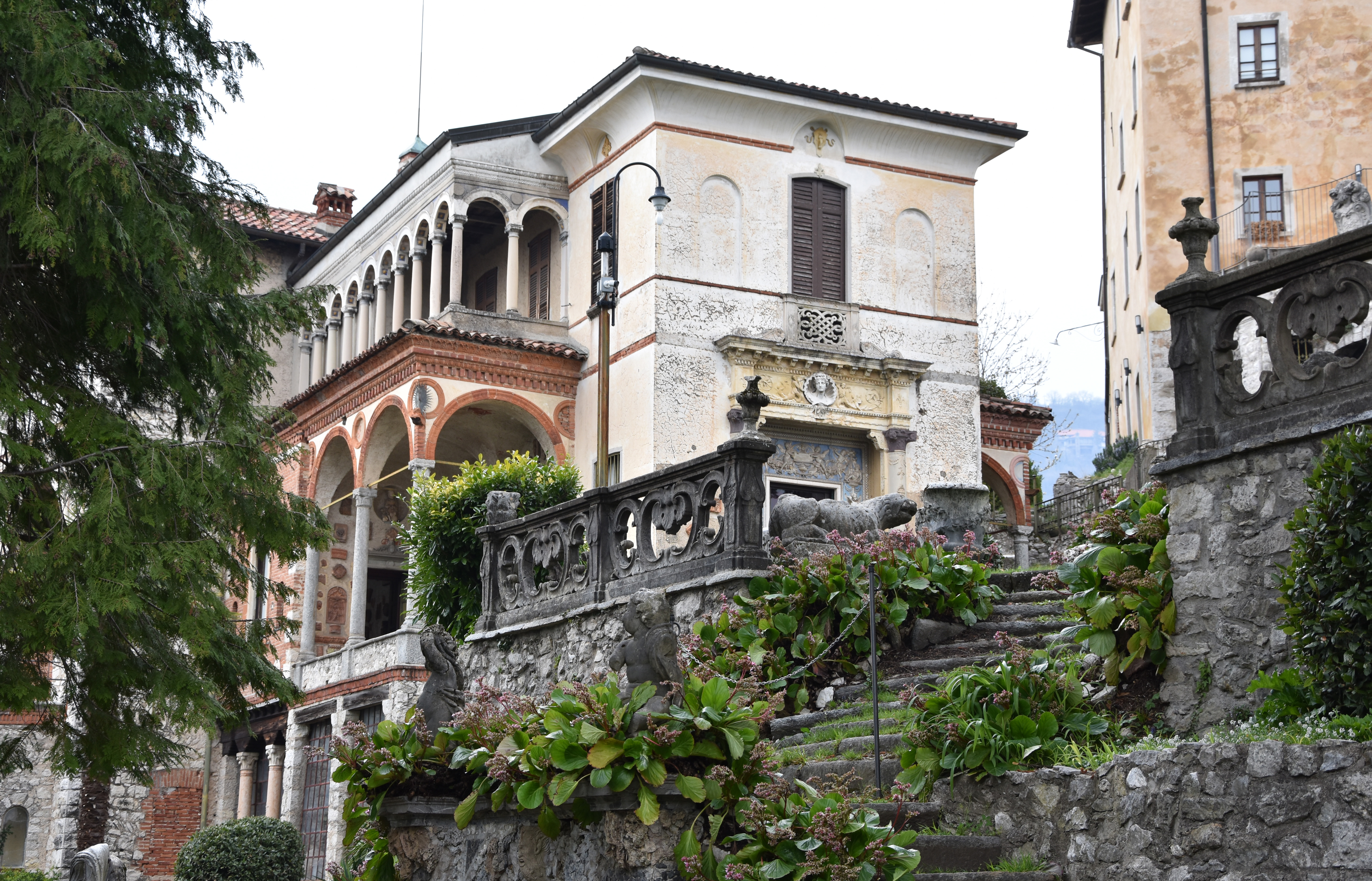
La casa-museo Lodovico Pogliaghi

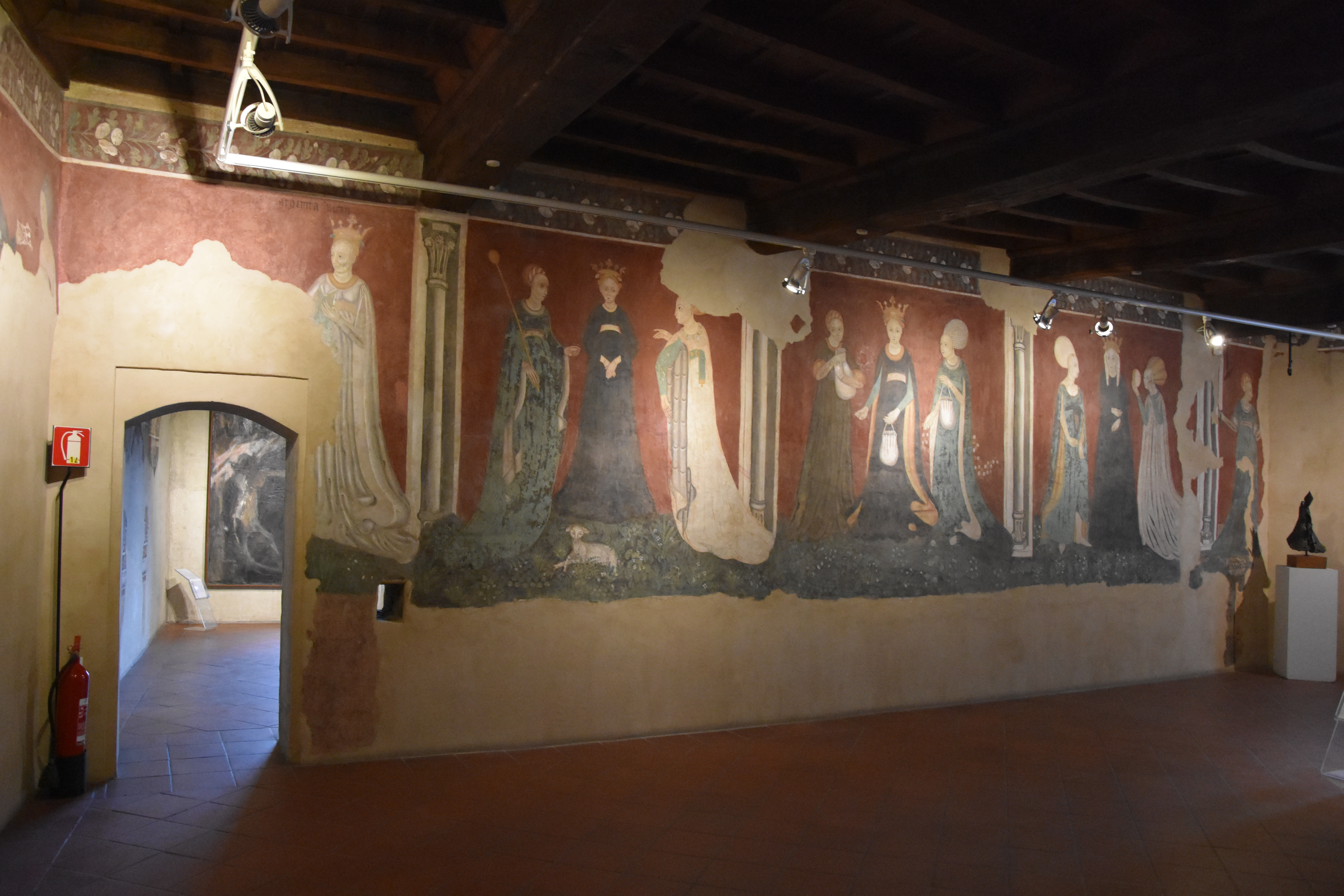
Affreschi tardo-gotici all'interno del castello Mantegazza-Panza

- Il Museo civico archeologico di Villa Mirabello raccoglie materiali dalla preistoria all'alto Medioevo, provenienti da collezioni, scavi e scoperte casuali, che lo rendono un prestigioso centro riconosciuto a livello scientifico. Ospita inoltre una biblioteca archeologica e storico-artistica aperta al pubblico con un patrimonio di oltre 10 000 pubblicazioni tra monografie e riviste di settore.[70][71]
- Il Museo preistorico Ponti, distaccamento del Museo archeologico di Villa Mirabello, si trova sull'isolino Virginia, in una più vasta area archeologica e ambientale vincolata.[72] Su concessione ministeriale, dal 2006 sono riprese indagini archeologiche che hanno portato alla luce monumentali resti lignei di sistemazione di sponde e abitazioni risalenti al V millennio a.C. Nel parco archeologico si può visitare il Percorso didattico all'aperto e, col procedere degli scavi, la musealizzazione delle fasi della vita dell'abitato.
- Il Museo Civico di arte moderna e contemporanea, che ha sede presso il castello di Masnago, conserva opere di numerosi artisti moderni e contemporanei pervenute da alcune illustri famiglie varesine.[73] Forte è l'impronta della cultura pittorica lombarda ottocentesca e del primo Novecento con opere di Francesco Hayez, Giuseppe Bertini, Tranquillo Cremona, Giacomo Balla e Giuseppe Pellizza da Volpedo. Oltre alla stagione pittorica sei-settecentesca, documentata dalle opere di Giulio Cesare Procaccini, del Morazzone e da Pietro Antonio Magatti, è da segnalare anche la sezione del Novecento varesino con i lavori di Innocente Salvini, Domenico De Bernardi e Leo Spaventa Filippi.
- La Casa-museo Lodovico Pogliaghi al Sacro Monte di Varese fu residenza dell'artista milanese Lodovico Pogliaghi (1857-1950), ed è testimonianza dell'eclettismo ottocentesco. La casa raccoglie gli oggetti più disparati per epoca e area geografica raccolti da Pogliaghi nei suoi frequenti viaggi in giro per il mondo. Di particolare interesse alcune sculture del Giambologna, due tele di Alessandro Magnasco e un bozzetto in terracotta del Bernini, nonché vari reperti archeologici e una significativa collezione di tappeti antichi.
- Il Museo Baroffio e del Sacro Monte, riaperto nel 2001 dopo una chiusura decennale, fu inaugurato nel 1936 dal card. Ildefonso Schuster con il lascito del barone Giuseppe Baroffio dall'Aglio (1859-1929). Tra le numerose opere conservate spiccano dipinti di Camillo Procaccini, Bartolomeo Schedoni, Pietro Antonio Magatti, nonché lavori di maestri del XX secolo quali Aldo Carpi, Aligi Sassu e Renato Guttuso, conservati in una sezione di arte sacra contemporanea voluta da mons. Pasquale Macchi.

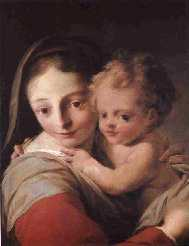
Bartolomeo Schedoni (1578-1615) Madonna con Bambino, Museo Baroffio

- Il Museo di villa Panza, ospitato all'interno dell'edificio oggi di proprietà del Fondo Ambiente Italiano - edificato nel XVIII secolo dal marchese Paolo Antonio Menafoglio e ampliato in epoca neoclassica dall'architetto di origini ticinesi Luigi Canonica - è celebre per le rinomate collezioni di arte contemporanea raccolte dagli anni cinquanta da Giuseppe Panza di Biumo. Sono conservati inoltre arredi dei secoli XVI-XIX e un'importante raccolta di arte africana e precolombiana. Di notevole rilevanza è anche il parco della villa, ridisegnato nei primi decenni dell'Ottocento rispettando i canoni del giardino formale settecentesco.
- L'Osservatorio astronomico G.V. Schiaparelli fu fondato nel 1956 da Salvatore Furia e dedicato all'astronomo italiano Giovanni Virginio Schiaparelli. Si tratta di un complesso che sorge sul monte Campo dei Fiori ad oltre 1200 m di altezza, immerso in un importante giardino botanico di circa sessanta ettari, destinato a ricreare un habitat prealpino, incrementandone la biodiversità. L'osservatorio ospita un piccolo museo con fotografie e oggetti astronomici.
- Il Museo Tattile Varese è stato inaugurato nell'aprile 2011 nelle sale di villa Baragiola a Masnago. Affiancando quelli già esistenti di Madrid e Ancona, il Museo Tattile di Varese ha l'obiettivo di promuovere una conoscenza che sia punto di riferimento per vedenti e non vedenti attraverso un'articolata serie di percorsi di apprendimento multisensoriale.[74][75]
- Il refettorio dell'ex-convento di Sant'Antonino, conosciuto come sala Veratti - dall'omonima famiglia che acquistò il complesso dopo la soppressione del monastero nel 1789 da parte dell'imperatore Giuseppe II - è attualmente uno spazio pubblico destinato a conferenze, mostre e temporanee esposizioni d'arte. Alla sala, di pianta rettangolare, si accede per quella che anticamente era la parete di fondo (inizialmente senza aperture), mentre l'antica porta che si affacciava sul chiostro di Sant'Antonino è stata murata. Il raffinato apparato decorativo, risalente al XVI secolo, è stato completato a partire dal 1736 con interventi di Pietro Antonio Magatti e dai fratelli Baroffio.[76]

### Media

#### Stampa
- La Prealpina
- La Provincia di Varese

#### Radio
- Radio Missione Francescana
- Radio Varese

#### Televisione
- Rete 55

### Teatro
La tradizione teatrale di Varese affonda le sue origini nell'anno 1776, allorché il duca Francesco II d'Este (desideroso di introdurre in città rappresentazioni di opera lirica, sia per soddisfare il suo personale interesse, che allo scopo di attirare un maggior afflusso di villeggianti benestanti e nobili forestieri, coi quali poter eventualmente stringere accordi e alleanze) commissionò la costruzione del primo Teatro della Ducal Signoria, che adattò allo scopo un edificio precedentemente adibito a convento dell'ordine di San Gerolamo (ubicato sull'attuale Piazza Repubblica). Ne risultò una sala di piccole dimensioni, che venne inaugurata il 10 novembre del suddetto anno, con la messa in scena dell'opera L'Isola d'Alcina di Giuseppe Gazzaniga e Giovanni Bertati. A seguito di ulteriori interventi all'interno del palazzo, nel 1779 il teatro (ulteriormente ampliato) assunse la denominazione di Ducale.
Tale teatro si rivelò presto insufficiente per far fronte alla crescente popolarità del genere lirico in città, sicché nel 1790 esso venne chiuso: l'edificio venne poi adibito a caserma militare, destinazione d'uso che conservò fino al XX secolo, allorché cadde in quasi totale abbandono. Sempre nel 1790 l'ingegnere Ottavio Torelli costituì una società per la raccolta di fondi da destinarsi alla costruzione di un nuovo teatro. La costituzione venne ratificata con atto notarile del 14 febbraio 1791 e di lì a poco, in data 23 marzo, a seguito dell'acquisto di un terreno in centro città (tra le attuali Piazza Giovine Italia e Via Gioacchino Rossini), vennero avviati i lavori di edificazione. Già il 6 ottobre dello stesso anno il Teatro Sociale poté essere inaugurato.
La sala disponeva di palcoscenico, platea, tre ordini di palchi e un loggione: il cartellone, inizialmente incentrato su opera buffa e balletto, nel XIX secolo virò decisamente verso il dramma lirico. L'attività proseguì fino agli anni trenta: la scarsa manutenzione ne indusse dapprima la chiusura, decretata nel 1937, e infine la totale demolizione nel 1953.
Nel periodo antecedente la prima guerra mondiale vennero costruiti altri due teatri: il Kursaal (annesso al Palace Hotel del Colle Campigli, distrutto dai bombardamenti nel 1944) e il Cinema Teatro Politeama (chiuso nel 2008).
Vari teatri vennero infine istituiti dagli anni quaranta in poi: i principali furono il Cinema Teatro Impero (edificato nel 1940 e successivamente trasformato in cinema multisala nei primi anni del III millennio), il Cinema Teatro Nuovo (aperto nel 1959) e il Cinema Teatro Vela (costruito nel 1966 e chiuso nel III millennio). Nel 2002, in un moderno edificio ubicato sul sito dell'ex mercato coperto di Piazza Repubblica, è stato inaugurato il Teatro di Varese Mario Apollonio, che da allora costituisce la principale istituzione di settore della città di Varese.

### Cinema

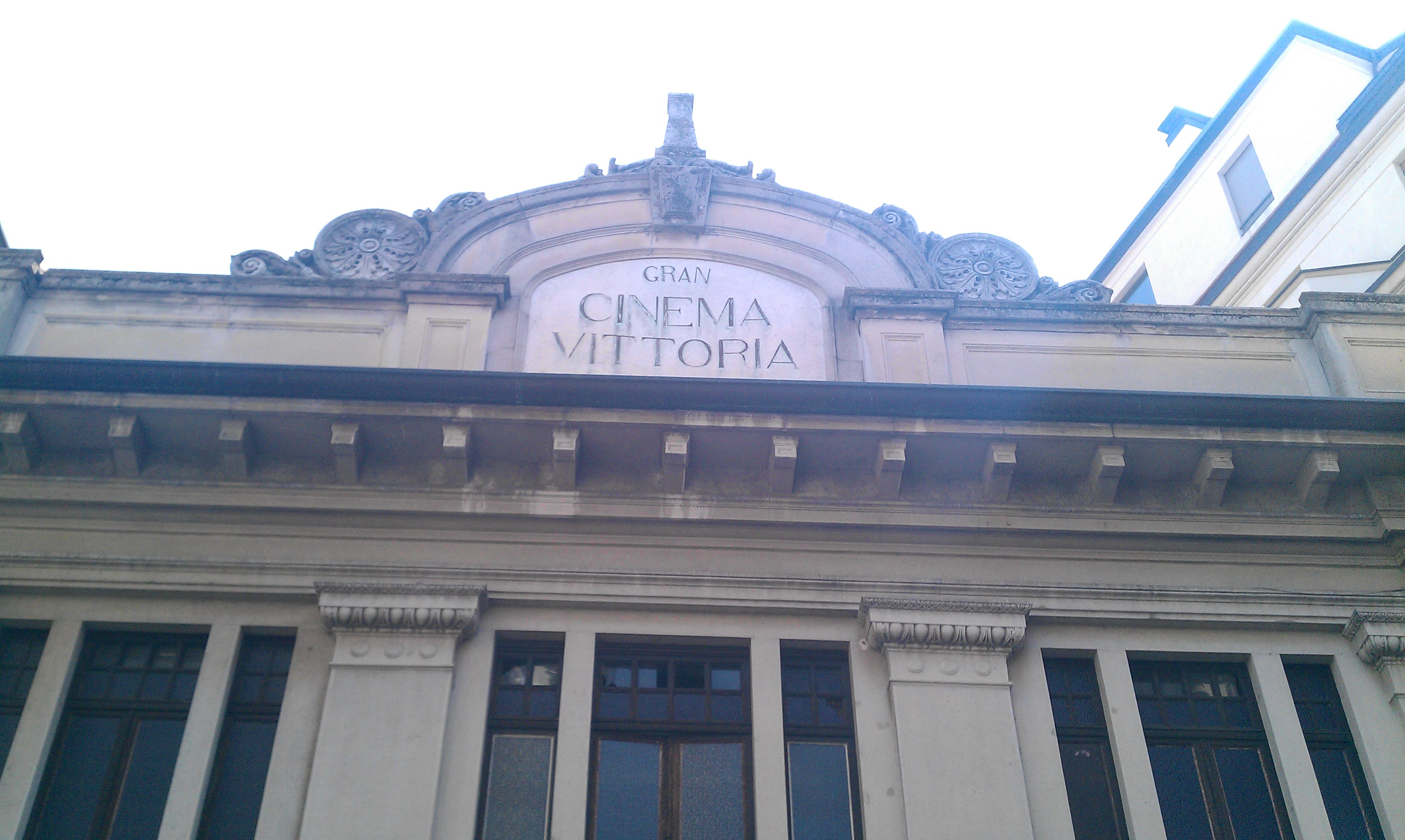
L'ex cinema Vittoria, in centro città

A Varese si svolge annualmente, dal 2003, il festival internazionale di cortometraggi Cortisonici.
Delitto a Porta Romana, un film del 1980 ambientato a Milano, include una scena di hockey filmata al PalAlbani di Varese.
Nel corso del 2013 la città di Varese ha ospitato le riprese del lungometraggio Scherzi: il film, il cui set è stato allestito anche in Piazza Monte Grappa.
Tra luglio e settembre 2013 sono state girate nel centro della città varie scene del film Il pretore, tratto dal romanzo di Piero Chiara Il pretore di Cuvio. In generale, le riprese dell'intero film sono state perlopiù realizzate nel Varesotto. A stretto giro il centro città ha ospitato anche alcune riprese de Il capitale umano.
Ancora nel 2018 il Grand Hotel Campo dei Fiori (sulla montagna omonima) ha accolto gran parte delle riprese di Suspiria, remake dell'omonimo film del 1977.

### Musica

#### Gruppi musicali
- Bassistinti
- Court (gruppo musicale)
- Gente Guasta
- Hierbamala
- Kaso & Maxi B
- Madbones
- OTR
- Pornoriviste
- Sottotono

#### Etichette discografiche
- Midfinger Records
- Ghost Records
- Tube Records
- Area Cronica

### Cucina
Tipico di Varese è l'amor polenta (o dolce di Varese), torta della tradizione culinaria Lombarda a base di farina di mais.

## Geografia antropica
La città di Varese si è sviluppata in modo del tutto anomalo rispetto ad altre città lombarde: dall'antico borgo medievale che gravitava sulla basilica di San Vittore, erano sorti infatti cinque nuclei che, pur mantenendo una certa indipendenza, erano comunque legati a livello economico, sociale e religioso con il borgo primitivo. A questi piccoli centri, chiamati anche "castellanze" - Biumo Superiore, Biumo Inferiore, Giubiano, Bosto e Casbeno - andarono ad aggiungersi nel 1927, a seguito dell'elevazione di Varese a capoluogo di provincia, alcuni comuni circostanti - Santa Maria del Monte, Velate, Sant'Ambrogio Olona, Masnago, Lissago, Bobbiate, Capolago, Cartabbia, Bregazzana e Bizzozero. La loro aggregazione contribuì al successivo sviluppo urbanistico di quelle aree agricole che, di fatto, separavano Varese ed i nuclei a lei uniti. Quell'antico spazio di vigne e arativi venne poi gradualmente trasformato, accogliendo - a partire dall'Ottocento per raggiungere il suo apice negli anni trenta del XX secolo - le ville della ricca borghesia industriale, che avrebbero contribuito a ricucire il "diffuso" tessuto urbano.

### Suddivisioni storiche

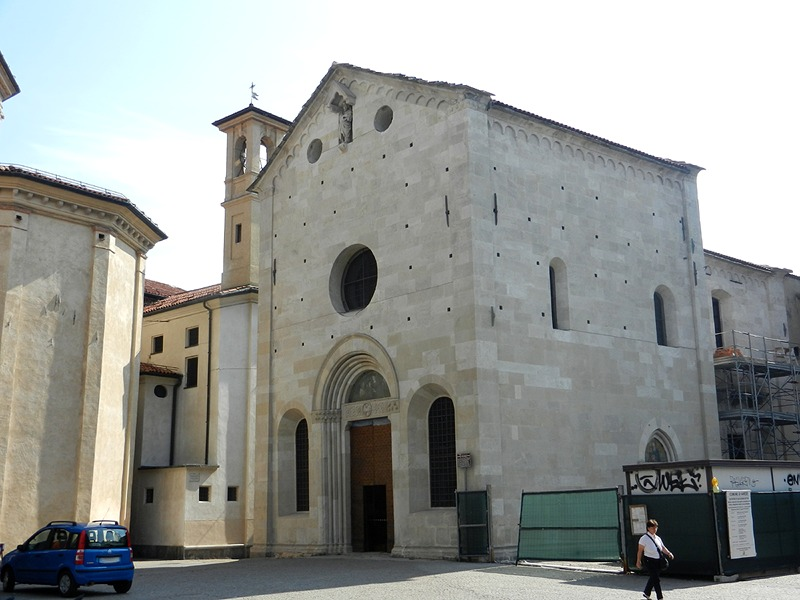
Il battistero

#### Il centro storico
Il centro storico di Varese si sviluppa attorno al "broletto", cortile dal fondo acciottolato appartenente all'attiguo Palazzo Biumi, nobile dimora seicentesca di una delle famiglie più in vista del borgo. Su due lati della corte, precedenti la costruzione dell'edificio, sono tuttora visibili alcuni affreschi di illustri personaggi locali. Il broletto, oggi area di passaggio, era in origine un mercato di granaglie, anche se l'etimologia "piccolo brolo" (verziere, piccolo orto o giardino) richiama precedenti attività diverse da quelle di natura agro-alimentare. Fino al 1882 il cuore della vita civile e amministrativa di Varese era il palazzo Pretorio in piazza Podestà, uno spazio pubblico che, ampliato nel 1599 con la demolizione di alcuni preesistenti edifici, ospitava anche le locali carceri. Dal 1850 il cuore civile del vecchio borgo fu collegato attraverso l'"arco Mera" al centro religioso, dominato dalla basilica di S. Vittore e dall'imponente torre campanaria del Bernascone, dietro la quale sorge una delle più antiche testimonianze monumentali della città, il battistero di San Giovanni Battista.

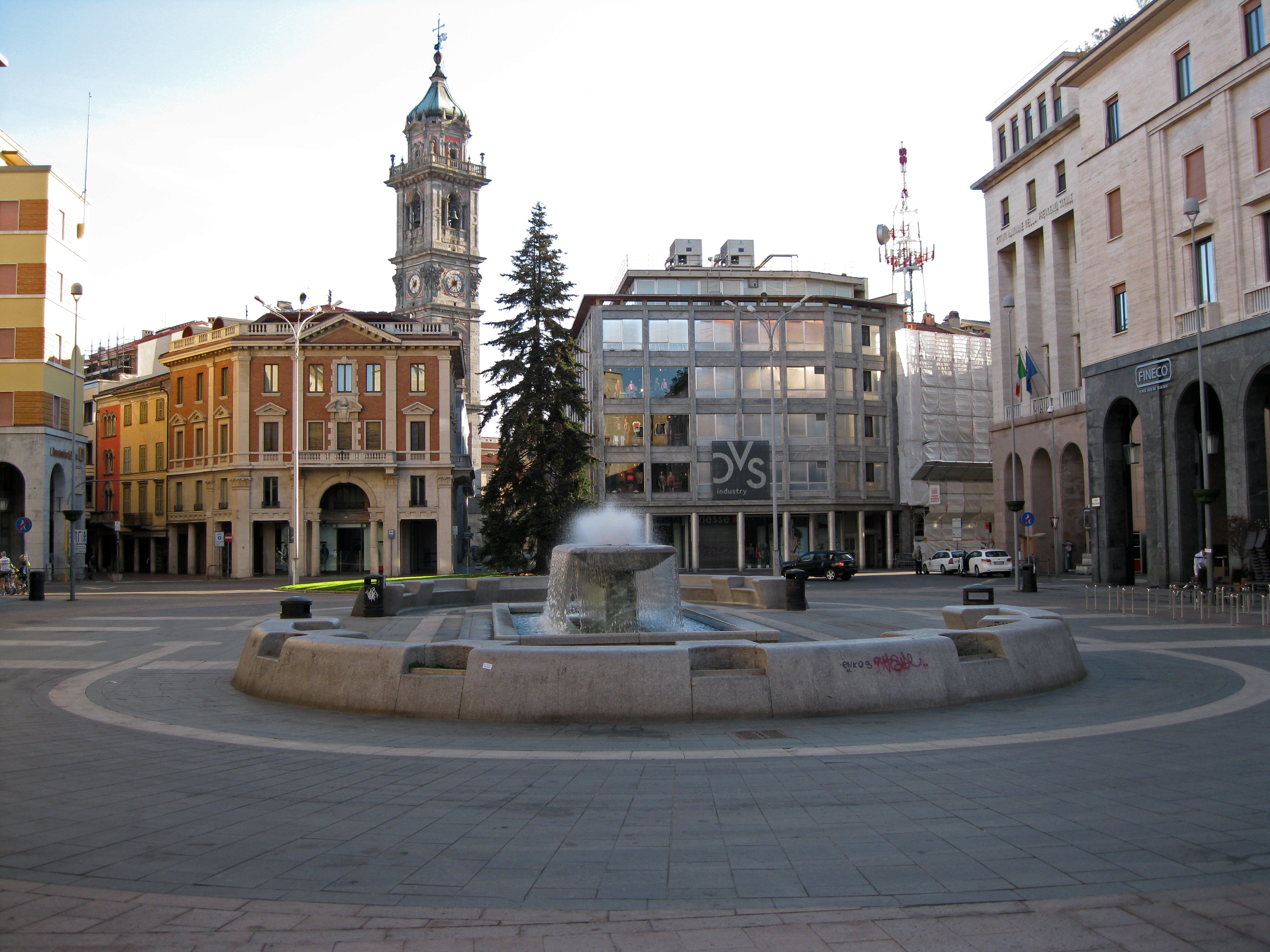
Piazza Monte Grappa e il campanile del Bernascone

Almeno fino a metà del XIX secolo il centro storico ospitava diversi edifici religiosi. Piazza Carducci, con un impianto immutato nel corso del tempo, accoglieva infatti la chiesa di Sant'Antonino appartenente al convento omonimo voluto da San Carlo, oltre ad una piccola cappella inserita in un collegio di Gesuiti che vi sorgeva nel Settecento. Ancora oggi è presente invece la casa dei nobili Comolli, dal 1817 sede di un « Casino », luogo di ritrovo di patrioti e maggiorenti del borgo, più volte chiuso sotto dominazione austriaca. La vicina piazza intitolata a Cesare Beccaria accoglie invece un complesso già parte del duecentesco convento degli Umiliati, innalzato sul lato settentrionale di via Vetera. Aperta nel 1830-'32 la piazza ospitava anche un "Casotto" dove il boia teneva il palco e gli attrezzi per le esecuzioni. L'ipotesi iniziale di erigere un monumento a Sant'Arialdo, già canonico varesino e maggiore protagonista della cosiddetta Guerra dei preti che coinvolse il Milanese nell'XI secolo, cadde dopo il vivace dibattito locale sull'abolizione della pena di morte nel 1865, che spostò la decisione di dedicare il nuovo spazio pubblico al giurista milanese.
Nella prima metà del Novecento parte del centro storico di Varese fu demolito per fare spazio a edifici in stile razionalista. Fu così che la vecchia piazza Porcari, fino agli anni trenta importante crocicchio cittadino e collegamento con piazza della Motta - citata già nel XII secolo come sede del mercato settimanale e della fiera - lasciò spazio ai nuovi volumi progettati da Vittorio Ballio Morpurgo e Mario Loreti. La creazione dell'attuale Piazza Monte Grappa, progettata per essere il salotto moderno di Varese, accolse così imponenti strutture architettoniche, testimonianza di quella monumentalità e di una certa retorica del tempo.

#### Le castellanze

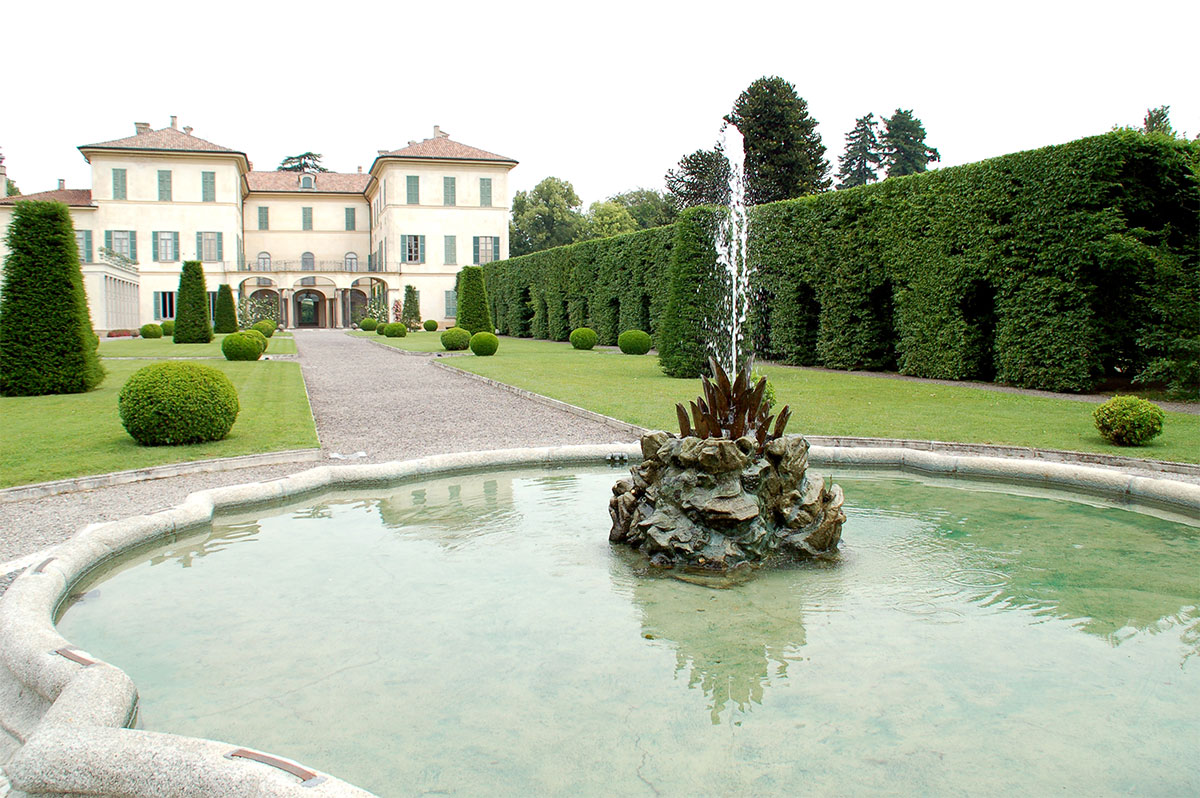
Villa Menafoglio Litta Panza

##### Biumo Superiore
È considerato il colle nobile della città, già di proprietà dell'arcivescovo di Milano Ariberto da Intimiano, che nel 1036 donò l'intera proprietà alla basilica di S. Vittore di Varese a suffragio della propria anima. La cima del colle è dominata dalla chiesa di San Giorgio, un edificio risalente al XII secolo, mentre i sottostanti vicoli conducono a numerosi edifici privati, tra i quali spiccano le ville Mozzoni (o "Casa delle Quaranta Colonne"), e Veratti, detta di S. Francesco. Le sue origini risalgono infatti al XIII secolo, allorché il luogo fu scelto da frati francescani per stabilirvi uno dei loro primi monasteri di Lombardia. Particolarmente rilevanti sono inoltre la ville Villa Menafoglio Litta Panza, di proprietà del Fondo Ambiente Italiano, e il complesso delle ville Ponti (comprendente la "Villa Napoleonica", "Villa Andrea Ponti" e le Sellerie).

##### Biumo Inferiore

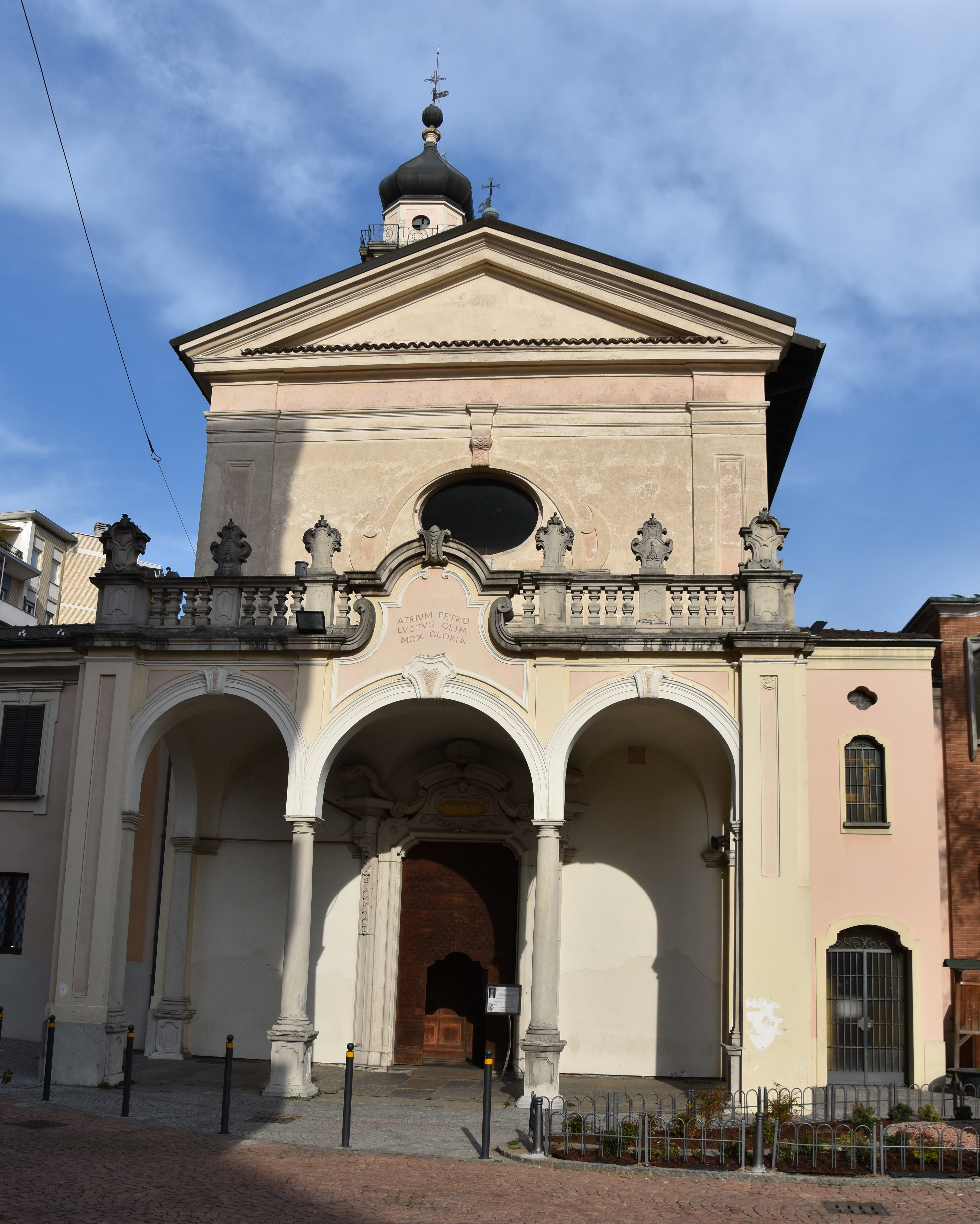
Chiesa dei SS. Pietro e Paolo

Il rione si affaccia sul centro storico con la chiesa di S. Martino, già pertinenza del monastero delle Benedettine, poi demolito con il risanamento del santuario nel XVI secolo. Risalendo verso la chiesa della Madonnina in Prato attraverso via Dandolo, primo passeggio pubblico alberato donato alla città nel 1816 dal conte Vincenzo Dandolo, si giunge nel centro della castellanza. Dell'impianto originario è conservata una vasta zona risalente al Settecento che attualmente accoglie in una sua parte il civico liceo musicale di Varese. A poca distanza sorge palazzo Orrigoni-Litta Modignani (oggi oratorio parrocchiale) edificato durante la seconda metà del Seicento. A suo fianco è presente la novecentesca chiesa dei SS. Pietro e Paolo, a ridosso della quale si apre un'area verde, testimonianza di un ottocentesco giardino privato.

##### Giubiano
Il rione di Giubiano sorge a meno di un chilometro dal centro cittadino. Si caratterizza per la presenza del complesso ospedaliero inserito in un importante parco, nel XVIII secolo un vasto fondo con villa appartenente ad una delle famiglie più in vista del borgo. L'intera proprietà, già all'epoca legata al vecchio "Ospedale dei Poveri", fu ceduta nel 1885 al celebre tenore Francesco Tamagno, che nell'edificio avviò ampi lavori di ristrutturazione, accompagnati dal rifacimento totale del giardino. Alla sua morte, nel 1905, la figlia Margherita trasferì il complesso nelle mani della Congregazione di Carità, che poi adibì la villa a direzione dell'Ospedale. A ridosso di questo vasto complesso si sviluppa il nucleo della castellanza, modificato da successive trasformazioni urbanistiche, ma rintracciabile attorno all'attuale parrocchia di S. Ambrogio, eretta a inizio Novecento in sostituzione di una precedente antica chiesa del XIII secolo.

##### Bosto
Sorge su un colle prospiciente da un lato sul centro storico della città, e dall'altro sul bacino del lago. Nel nucleo è presente l'antica chiesa romanica di Sant'Imerio (XI secolo) e almeno due importanti dimore padronali: la "villa S. Pedrino", edificata in posizione panoramica a partire da fine Seicento per opera della nobile famiglia milanese De Cristoforis, e "villa Visconti-Poggi-Esengrini", nota anche come "villa Montalbano" dal nome del colle sul quale sorge, compreso tra la chiesa di S. Antonio abate alla Motta e piazza Buzzi.

##### Casbeno

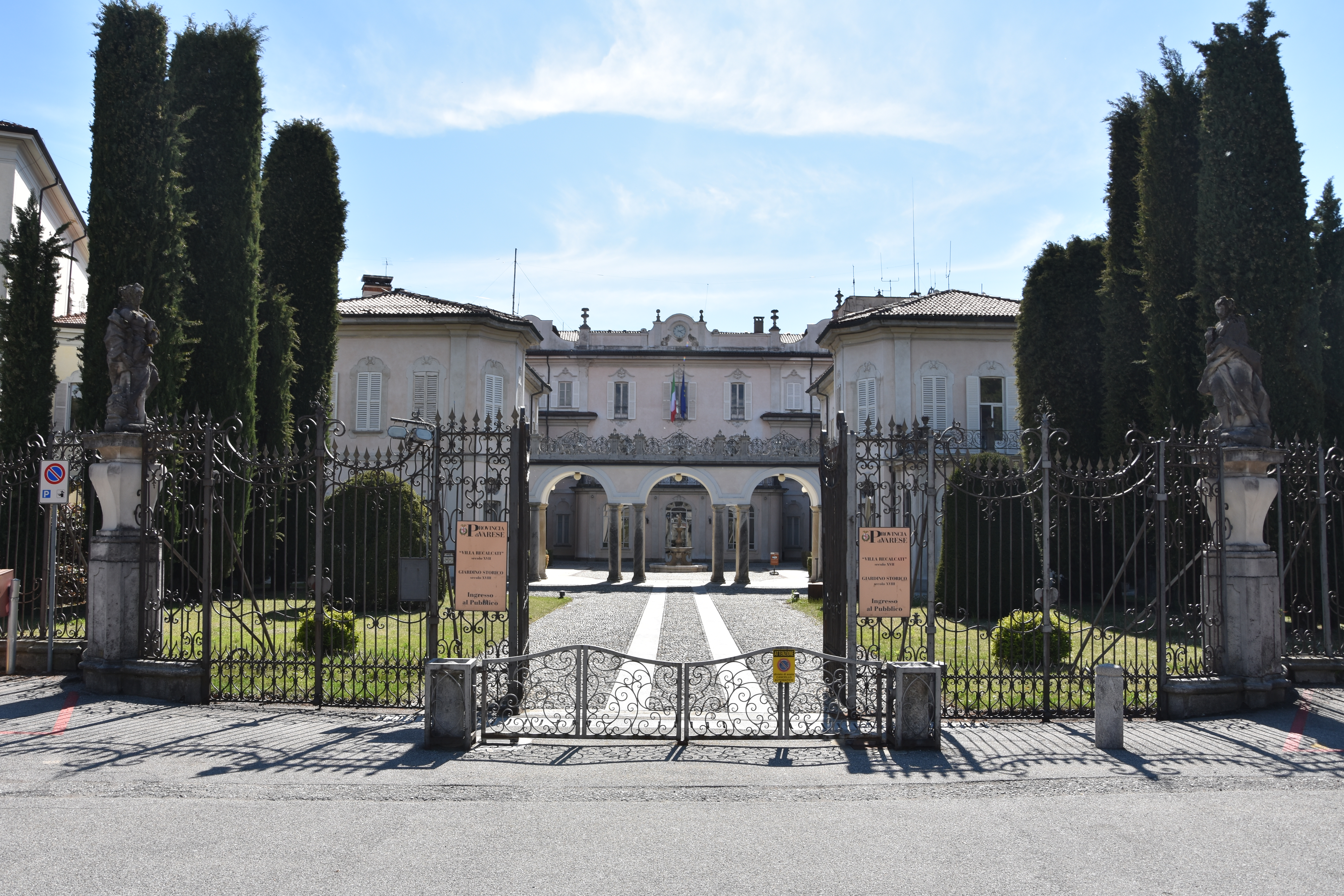
Villa Recalcati

È la castellanza che funge da collegamento tra il centro storico e le zone che digradano verso il lago. Di questo rinomato quartiere è da ricordare l'antico oratorio quattrocentesco della "Schirannetta" e due imponenti edifici, l'ex "Grand Hotel Excelsior" - già villa Recalcati-Morosini e ora sede degli uffici provinciali e della Prefettura - e, al confine con il rione di Masnago, l'imponente complesso alberghiero del "Palace Grand Hotel". Commissionato all'architetto Giuseppe Sommaruga (1867-1917), questo lussuoso albergo d'impronta liberty edificato nei primi anni del Novecento sul colle Campigli, era raggiunto dall'attuale via Silvestro Sanvito da una funicolare distrutta dai bombardamenti alleati del 30 aprile 1944, in realtà diretti sui prospicienti edifici dell'Aeronautica Macchi.

### Suddivisioni amministrative
Il territorio comunale di Varese era suddiviso in sei circoscrizioni, organismi di partecipazione e consultazione che svolgevano una funzione di tramite tra l'amministrazione municipale e i cittadini, ognuna delle quali era dotata di un proprio consiglio.
A seguito dell'abolizione di tale organismo, decretata dalla legge n. 42 del 26 marzo 2010, la suddivisione cittadina è stata riarticolata in 9 aggregazioni rionali identificate da un numero progressivo e qui elencate evidenziando gli ex comuni autonomi e mettendo in corsivo le antiche castellanze con proprie parrocchie:
- 1: Varese Centro, Biumo Inferiore, Bosto e Casbeno;
- 2: Capolago, Calcinate del Pesce e Schiranna;
- 3: Bobbiate, Lissago e Cartabbia;
- 4: Sacro Monte, Sant'Ambrogio, Rasa, Fogliaro e Bregazzana;
- 5: Velate, Avigno, Masnago e Calcinate degli Orrigoni;
- 6: Montello, Ippodromo, Biumo Superiore e Sangallo;
- 7: San Fermo, Valle Olona e Belforte;
- 8: Bizzozero e San Carlo;
- 9: Giubiano e Bustecche.

## Economia
Importante centro industriale lombardo, nel suo hinterland sono ubicate alcune importanti aziende a livello nazionale e mondiale.
- Aermacchi (aeronautica e motociclette)
- Bticino (apparecchiature elettriche)
- MV Agusta (motociclette)
- Cagiva (motociclette)
- Ignis (poi Whirlpool)
- Prealpi (burro e formaggi)
- Vodafone Automotive (automotive)

Varese è rinomata anche per la lavorazione artigianale del vimini finalizzata alla produzione di ceste e canestri.

## Infrastrutture e trasporti

### Strade
Il comune è attraversato dall'autostrada dei laghi A8 (la prima autostrada a pagamento del mondo), di cui è uno degli estremi assieme a Milano, e da un sistema di tangenziali noto come sistema tangenziale di Varese.
La città è inoltre servita dalle strade statali 233 Varesina, 341 Gallaratese, 342 Briantea, 344 di Porto Ceresio e 394 del Verbano Orientale, nonché dalle provinciali 1, 17, 36 e 62.

### Ferrovie e tranvie

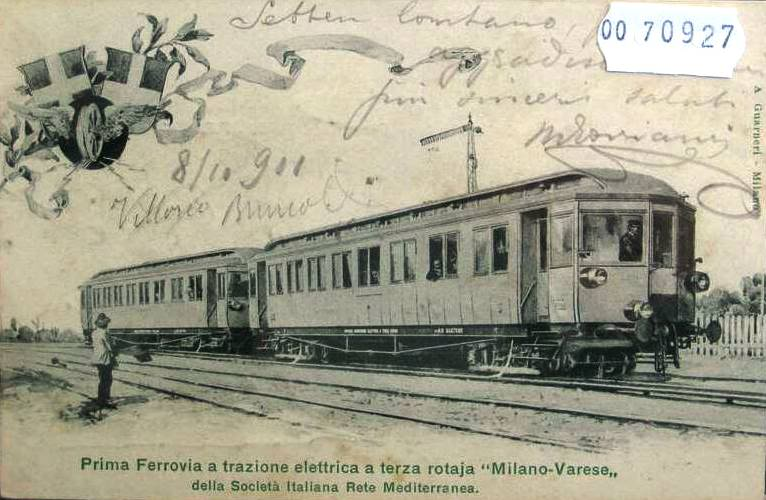
Cartolina commemorativa del 1901 per l'inaugurazione della trazione elettrica sulla linea Milano-Varese

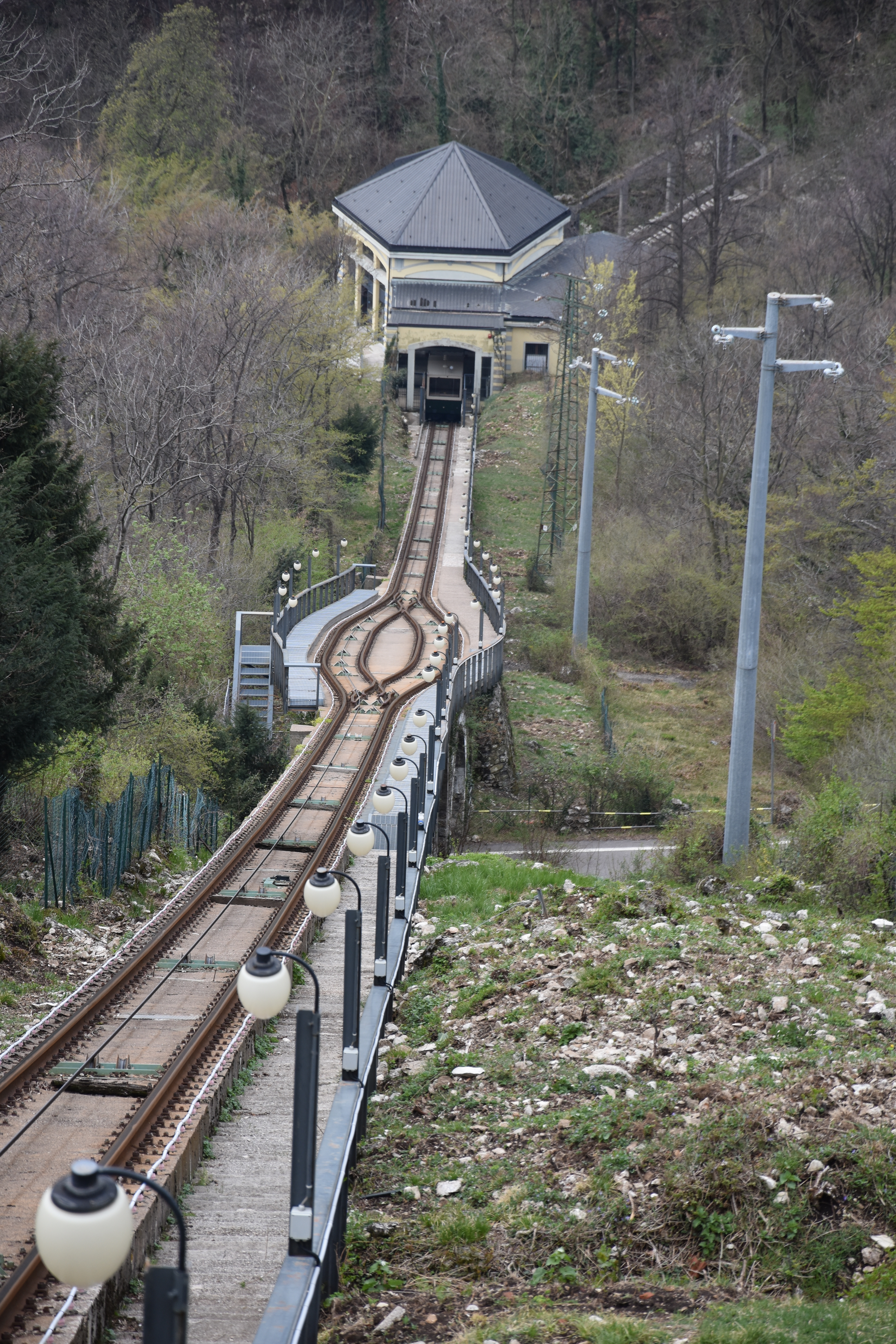
La funicolare Vellone-Sacro Monte

Nella città sono presenti tre stazioni ferroviarie: la stazione di Varese, lungo la ferrovia Milano-Varese-Porto Ceresio, la stazione di Varese Nord e la stazione di Varese Casbeno, entrambe poste lungo la ferrovia Saronno-Varese-Laveno. Fino al 1966 era in funzione anche la linea Como-Varese sempre delle Ferrovienord che collegava direttamente con Como Lago. Dal 07-01-2018 con l'inaugurazione della Arcisate-Stabio è diventata punto di collegamento tra Bellinzona (Ch) e l'aeroporto di Malpensa.
La città fungeva inoltre da capolinea per un'estesa rete tranviaria urbana ed extraurbana attiva nella prima metà del novecento, che comprendeva le seguenti linee:
- Ferrovia della Valganna
- Tranvia Varese-Prima Cappella-Vellone
- Tranvia Varese-Masnago
- Tranvia Varese-Bobbiate
- Tranvia Varese-Azzate
- Tranvia Varese-Belforte
- Tranvia Varese–Bizzozero
- Tranvia Varese-Angera, attiva fra il 1914 e il 1940, gestita dalla Società Anonima Tramvie Orientali del Verbano (SATOV)[93]

### Mobilità urbana
Il trasporto pubblico è operato dalla società Autolinee Varesine per conto del Consorzio Trasporti Pubblici dell'Insubria, che gestisce la rete urbana dei trasporti di Varese.
I collegamenti interurbani sono inoltre gestiti anche dalle società GLC Giuliani & Laudi, Autolinee Castano, Autoservizi Morandi e Ferrovie Nord Milano Autoservizi.

### Impianti a fune
A Varese è attiva la funicolare Vellone-Sacro Monte, un tempo accompagnata dagli altri due impianti analoghi Vellone-Campo dei Fiori e del Kursaal.

## Amministrazione
Al termine della seconda guerra mondiale, tra il 1945 e il 1951 l'amministrazione comunale varesina fu retta da due giunte di sinistra, cui fece seguito una lunga egemonia della Democrazia Cristiana (capace di esprimere sei sindaci consecutivi, fino al 1978 in giunte monocolore, poi fino al 1990 con l'appoggio di PSI, PSDI e PRI). Tale fase politica si interruppe nel 1992, in concomitanza con lo scandalo di Tangentopoli, che indusse la conclusione precoce dei mandati del socialista Luciano Bronzi (appoggiato da DC, PRI, PLI, FdV e PdP) e di Angelo Monti (ultimo sindaco democristiano della città, sostenuto anche da PDS e PSI).
Dopo il mandato commissariale di Umberto Calandrella, tra il 1993 e il 1997 l'amministrazione di Raimondo Fassa diede inizio a 23 anni consecutivi di gestione politica a guida leghista, inizialmente in alleanza coi Repubblicani e con l'appoggio esterno del PDS, poi dal 1994 con una coalizione allargata a vari esponenti apartitici soprannominati uomini di buona volontà. Nei successivi 19 anni, le amministrazioni di Aldo Fumagalli e Attilio Fontana (intervallate dall'ulteriore commissariamento affidato a Sergio Porena tra il 2005 e il 2006), furono invece sostenute dalle coalizioni di centrodestra cui la Lega Nord si era federata a livello nazionale, eventualmente con l'aggiunta di qualche lista civica.
Tale fase si è conclusa nel 2016 con l'elezione dell'esponente PD Davide Galimberti, poi riconfermato nel 2021 per un secondo mandato, in entrambi i casi con l'appoggio di liste civiche e altri partiti minori.

### Gemellaggi
- Romans-sur-Isère, dal 1957[8][96]
- Tongling[8]
- Alba Iulia, dal 2003[8][97]
- Favara, dal 2019[98]

### Altre informazioni amministrative
Il comune fa parte della comunità di lavoro Regio Insubrica, ente di cooperazione transfrontaliera che federa alcune province di Lombardia e Piemonte e il Canton Ticino svizzero.

## Sport

### Pallacanestro

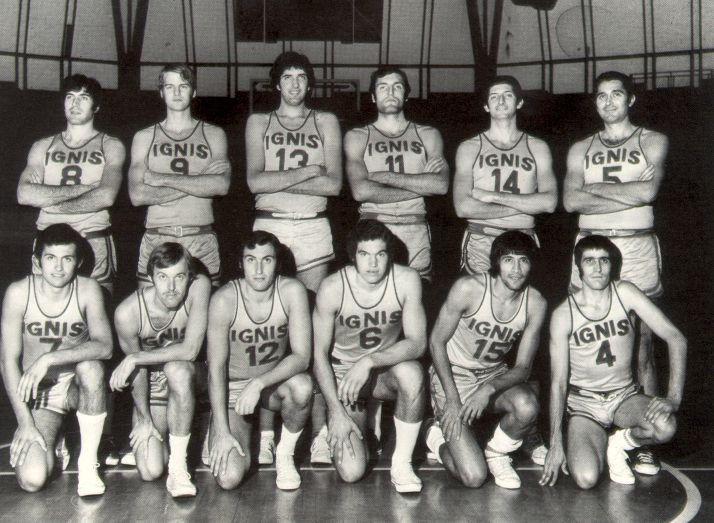
Ignis Varese 1973

Lo sport che ha più dato alla città di Varese è stato sicuramente la pallacanestro, con le due rappresentanti cittadine Pallacanestro Varese e ABC Robur Varese. La prima, dalla sua fondazione nel 1945, è stata tra le squadre più titolate nella storia non solo italiana ma europea: 10 scudetti italiani, 5 Coppe dei Campioni, 2 Coppe delle Coppe e 3 Coppe Intercontinentali. Durante il periodo di sponsorizzazione Ignis è riuscita a centrare consecutivamente dieci volte l'accesso alla finale europea, allora denominata Coppa dei Campioni, vincendone cinque, con una squadra che nel 2016 è stata inserita nella Hall of Fame della pallacanestro italiana. Al contempo la stessa formazione durante gli anni '70 ha conseguito sei scudetti. Negli anni '90, dopo la retrocessione in A2 del 1992, riesce a bissare i successi del passato con il così detto "Scudetto della stella" del 1998/99, decimo della storia della compagine varesina.

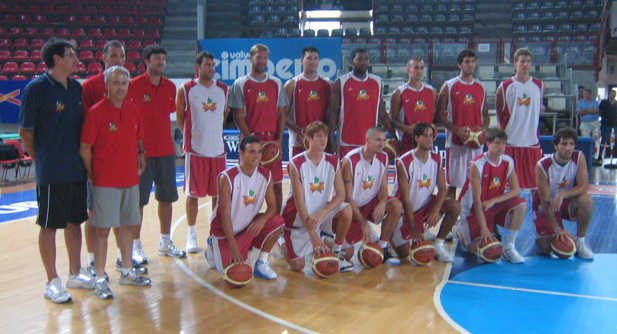
Pallacanestro Varese 2008

Alla storia della Pallacanestro Varese sono legati i nomi di grandi giocatori della pallacanestro italiana e mondiale, ricordati anche nella Hall of Fame della squadra, fondata nel 2005, per la quale i tifosi scelsero tredici giocatori ed un allenatore in base al periodo storico. Tra questi si ricordano: Tonino Zorzi, Tony Gennari, Paolo Vittori, Aza Nikolić, Aldo Ossola, Bob Morse, Dino Meneghin, Manuel Raga, Charlie Yelverton, Corny Thompson, Meo Sacchetti, Cecco Vescovi, Gianmarco Pozzecco, Andrea Meneghin, Joe Isaac e Augusto Ossola.

### Ciclismo
La città e la provincia di Varese hanno una solida tradizione ciclistica. Vi hanno infatti avuto sede le edizioni 1951 e 2008 dei campionati del mondo di ciclismo su strada; nel 1971 il velodromo Luigi Ganna ha inoltre ospitato i campionati mondiali di ciclismo su pista. Varese era stata anche prescelta come sede dell'edizione 1939 dei mondiali su strada, che vennero tuttavia cancellati alla luce delle crescenti tensioni internazionali, destinate a risolversi nella seconda guerra mondiale.
Varese ha ospitato per due volte un arrivo di tappa del Giro d'Italia:
- Il 10 giugno 1990 la 19ª tappa della LXXIII edizione, una cronometro individuale, che si è conclusa al Sacro Monte di Varese con la vittoria di Gianni Bugno, poi vincitore di quella corsa.
- Il 26 maggio 2008 la 18ª tappa della XCI edizione si concluse dinnanzi a Palazzo Estense con la vittoria del tedesco Jens Voigt.

La città ospita inoltre regolarmente l'arrivo, la partenza o quantomeno un transito della Tre Valli Varesine ed è stata talora compresa nel tracciato del Giro di Lombardia.

Francobollo e annullo filatelico emessi dalle Poste Italiane in occasione del mondiale di ciclismo del 2008
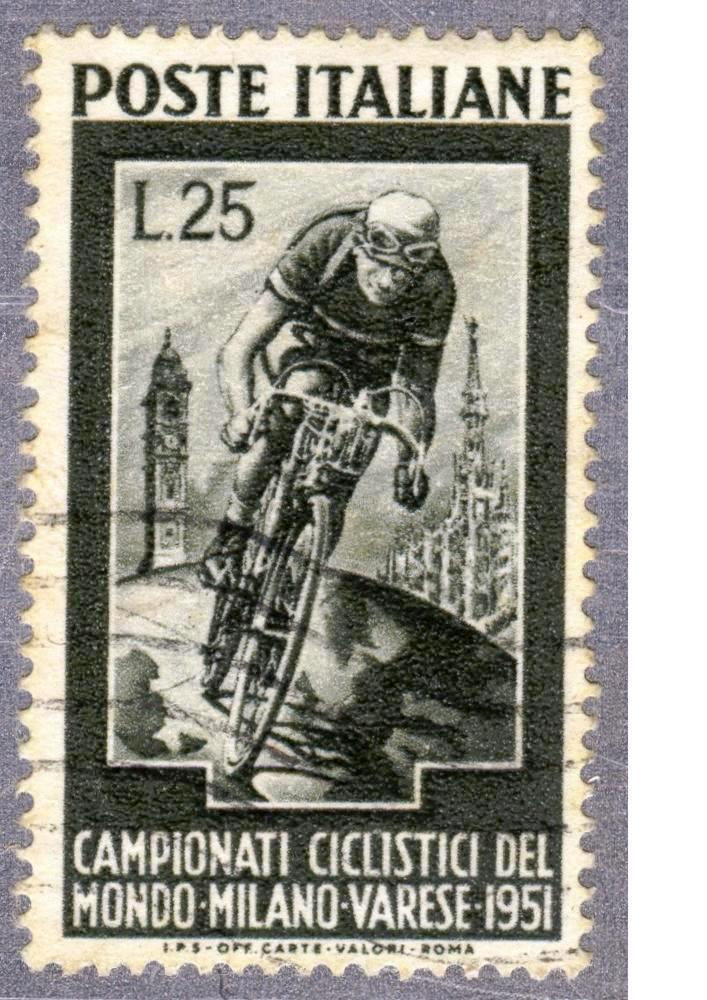
Francobollo emesso dalle Poste Italiane in occasione del mondiale 1951.

### Hockey su ghiaccio
La squadra cittadina è quella dei Mastini Hockey Varese, campione d'Italia in due occasioni ed unica squadra italiana a vincere un torneo continentale.

### Hockey in-line
Si sono svolti in città dal 29 giugno all'11 luglio 2009 i campionati mondiali di hockey in-line, che hanno visto ben 41 squadre partecipanti al torneo. Tutte le gare si sono svolte presso il "Palalbani", sede storica dei Mastini Varese.

### Calcio

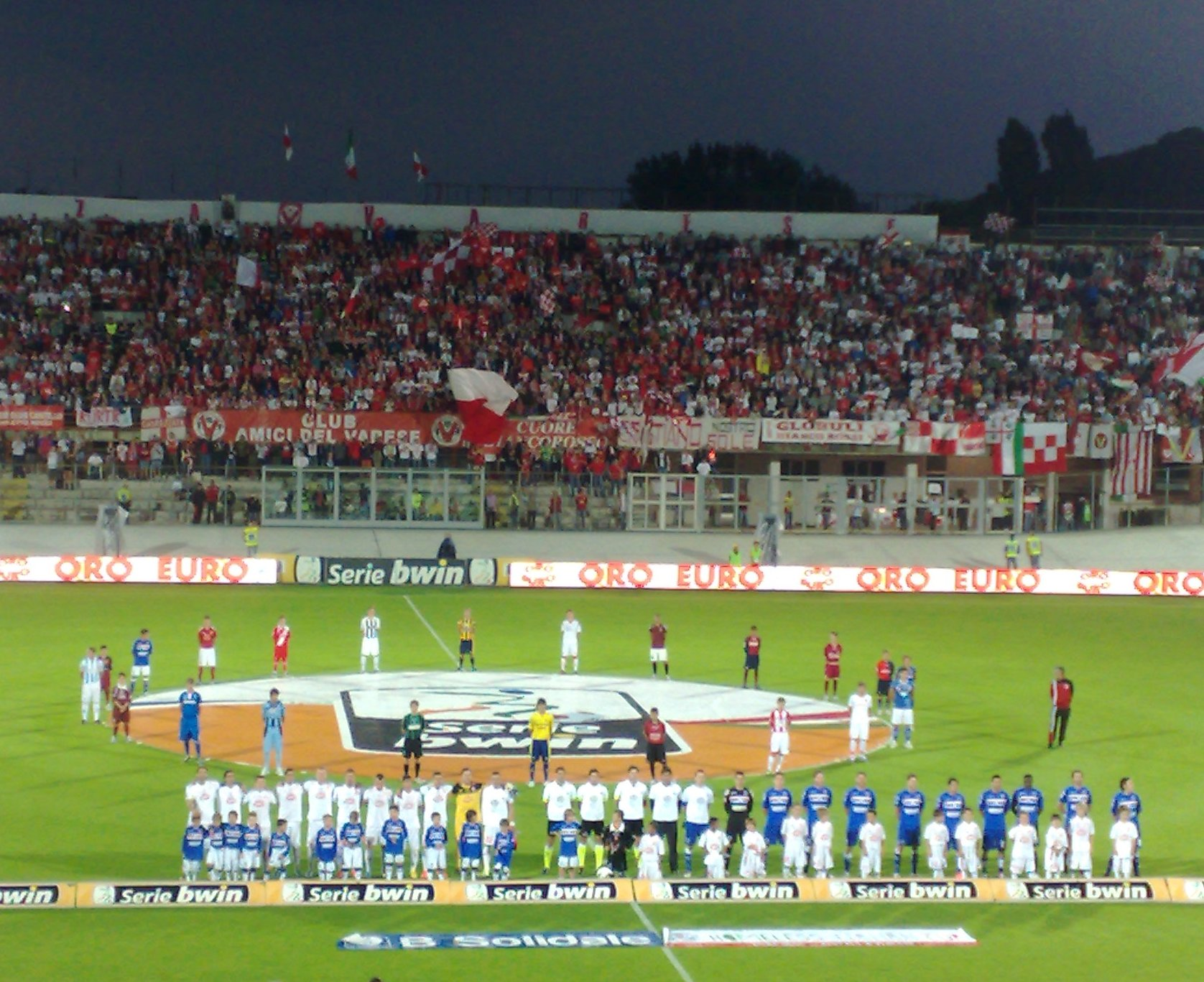
Finale dei play-off Varese-Sampdoria 9 giugno 2012

In ambito calcistico, la città è stata rappresentata dal Varese: fondata il 22 marzo 1910 con la denominazione Varese Football Club, ha vissuto nel corso di oltre un secolo di storia varie trasformazioni, cessazioni e ricostituzioni societarie.
Dal punto di vista sportivo, il Varese vantava quale maggior successo sette partecipazioni alla Serie A a girone unico, con miglior piazzamento assoluto il settimo posto nella stagione 1967-1968. Oltre ciò aveva vinto tre campionati di Serie B, una Coppa Italia Serie C, una Coppa Italia Dilettanti ed aveva giocato una finale di Coppa Italia.
Dopo il fallimento e la radiazione sopraggiunti al termine della stagione 2018-2019, nessun soggetto si è formalmente fatto carico di proseguire la tradizione sportiva cittadina. Si è tuttavia registrata la fondazione di un nuovo club, del tutto distinto dai previgenti (seppur con alcuni richiami ideali), il Città di Varese, che dopo aver disputato e vinto il girone A di Terza Categoria 2019-2020, nella stagione 2020-2021 ha ottenuto, mediante acquisizione di un titolo sportivo terzo, il diritto di partecipare alla Serie D.

### Canottaggio
Nel 2012 sul lago di Varese si è svolta la sesta edizione dei Campionati europei di canottaggio. Nel 2021 si sono svolti 2 eventi, la Regata Europea di Qualificazione Olimpica e Paraolimpica e a seguire gli Europei Assoluti; mentre nel giugno del 2023 si svolgerà la seconda tappa di Coppa del Mondo. 
La squadra cittadina è la Canottieri Varese.

### Altre rappresentative cittadine
- Squadra di Pallanuoto: Varese Olona Nuoto
- Squadra di Floorball: UHC Varese Wild Boars[104]
- Squadra di Football americano: Skorpions Varese
- Squadra di Curling: HC Varese Curling

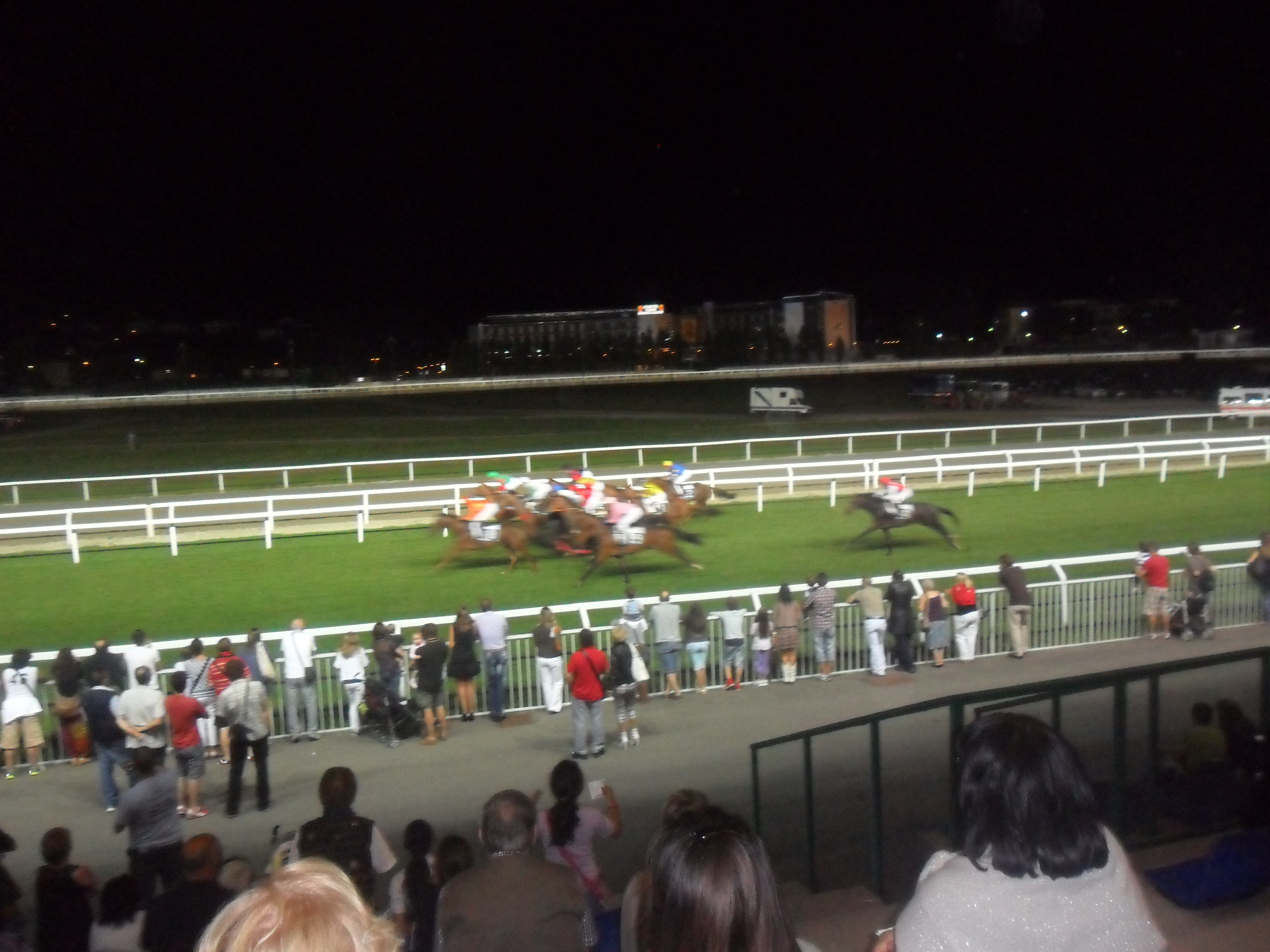
Ippodromo "Le Bettole"

### Impianti sportivi
Nel quartiere di Masnago sorgono lo Stadio Franco Ossola e il Palasport Lino Oldrini, rispettivamente le principali arene scoperta e coperta della città. Lo stadio ospita le gare interne del Varese e dispone di un velodromo, mentre il palazzetto è sede delle gare interne della Pallacanestro Varese.
Nel quartiere delle Bettole sorgono l'ippodromo cittadino e lo stadio del ghiaccio PalAlbani, con annessa piscina.
Nel centro della città, al limitare meridionale dei Giardini Estensi, sorge la piscina comunale Fausto Fabiano, principale impianto natatorio varesino. Poco distante, ai confini con il rione di Casbeno, è ubicata la palestra XXV Aprile.

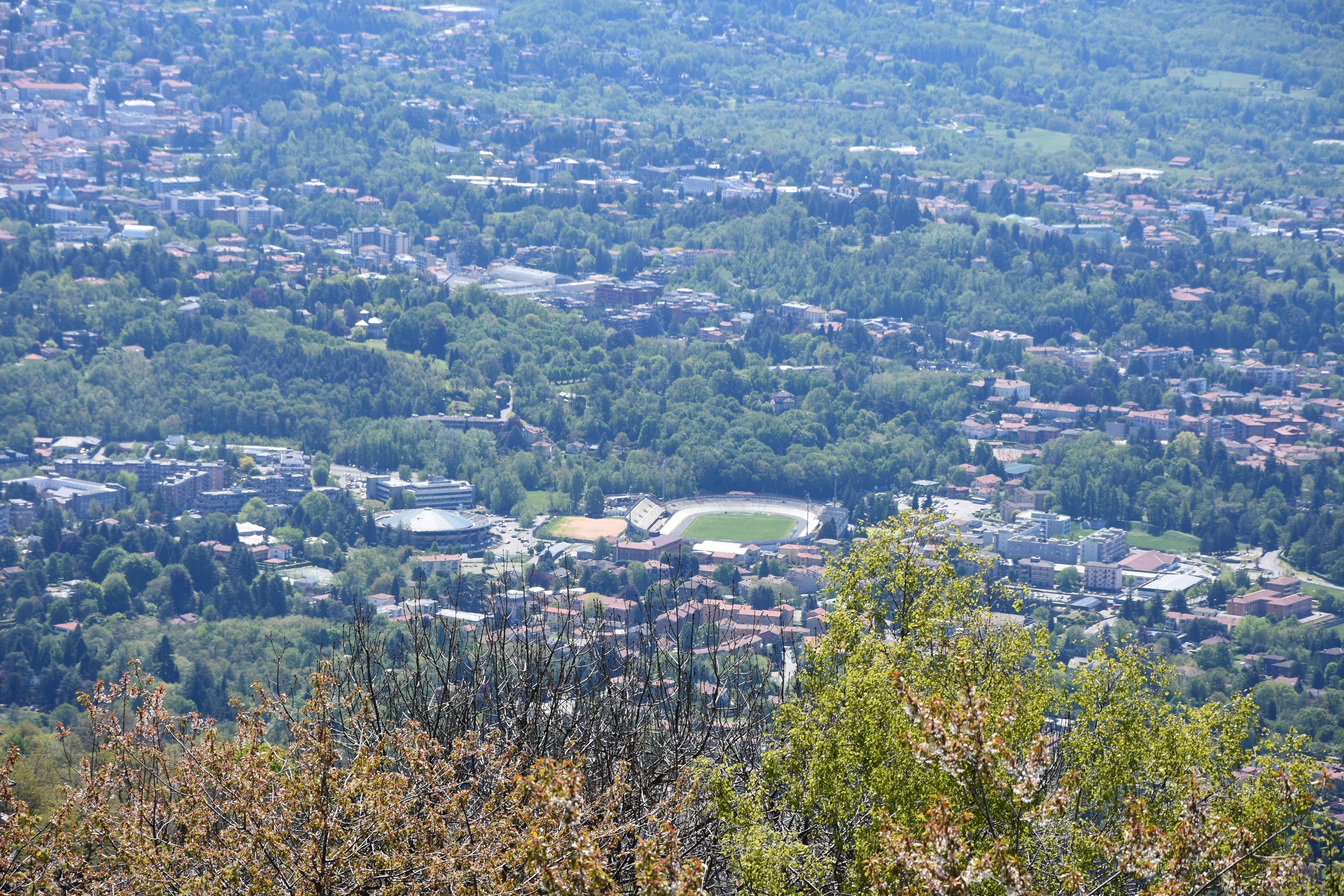
Il palasport "Lino Oldrini" e lo stadio "Franco Ossola" visti dal Campo dei fiori.
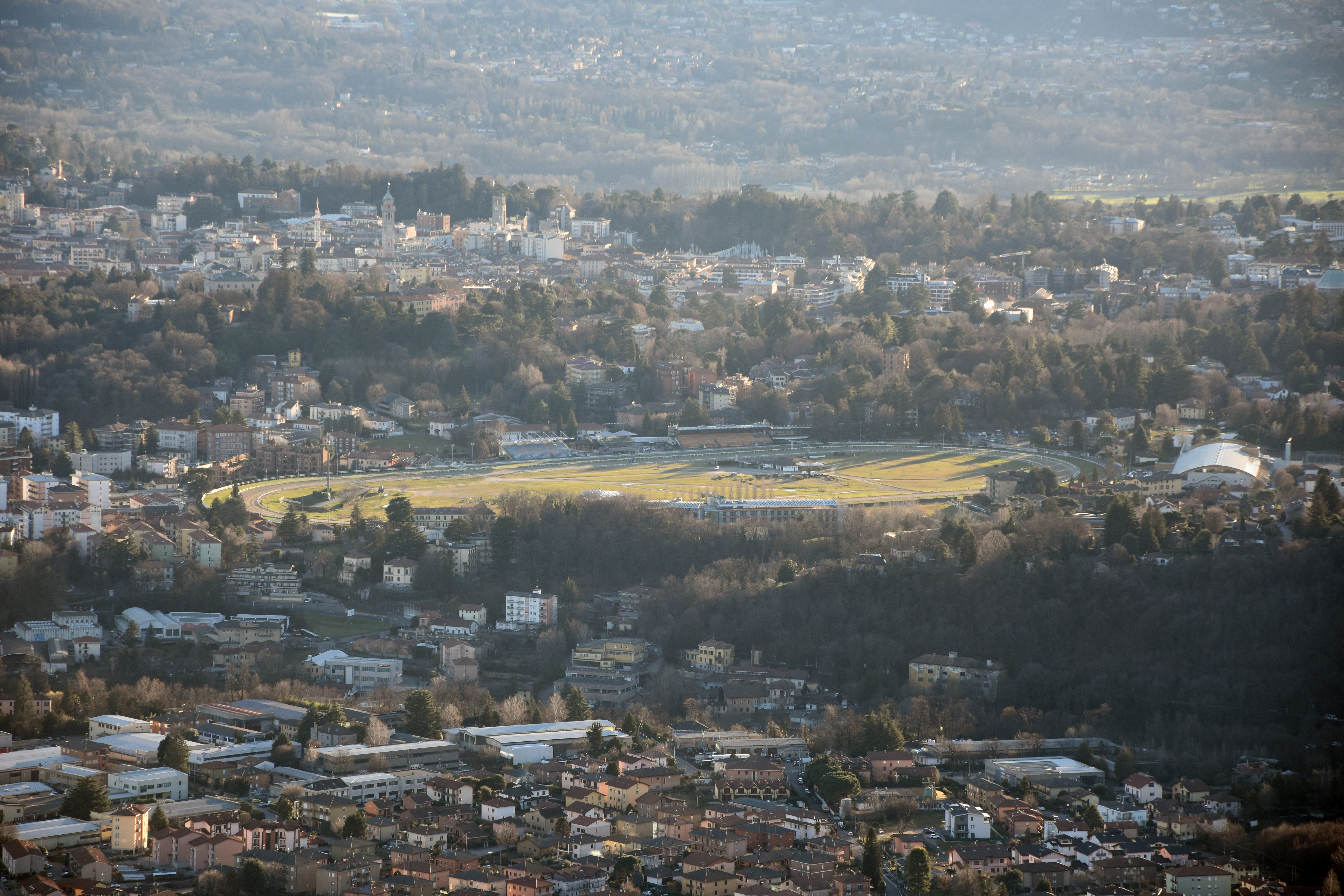
L'ippodromo "Le Bettole" visto dalla sommità dal monte Monarco, a Induno Olona.
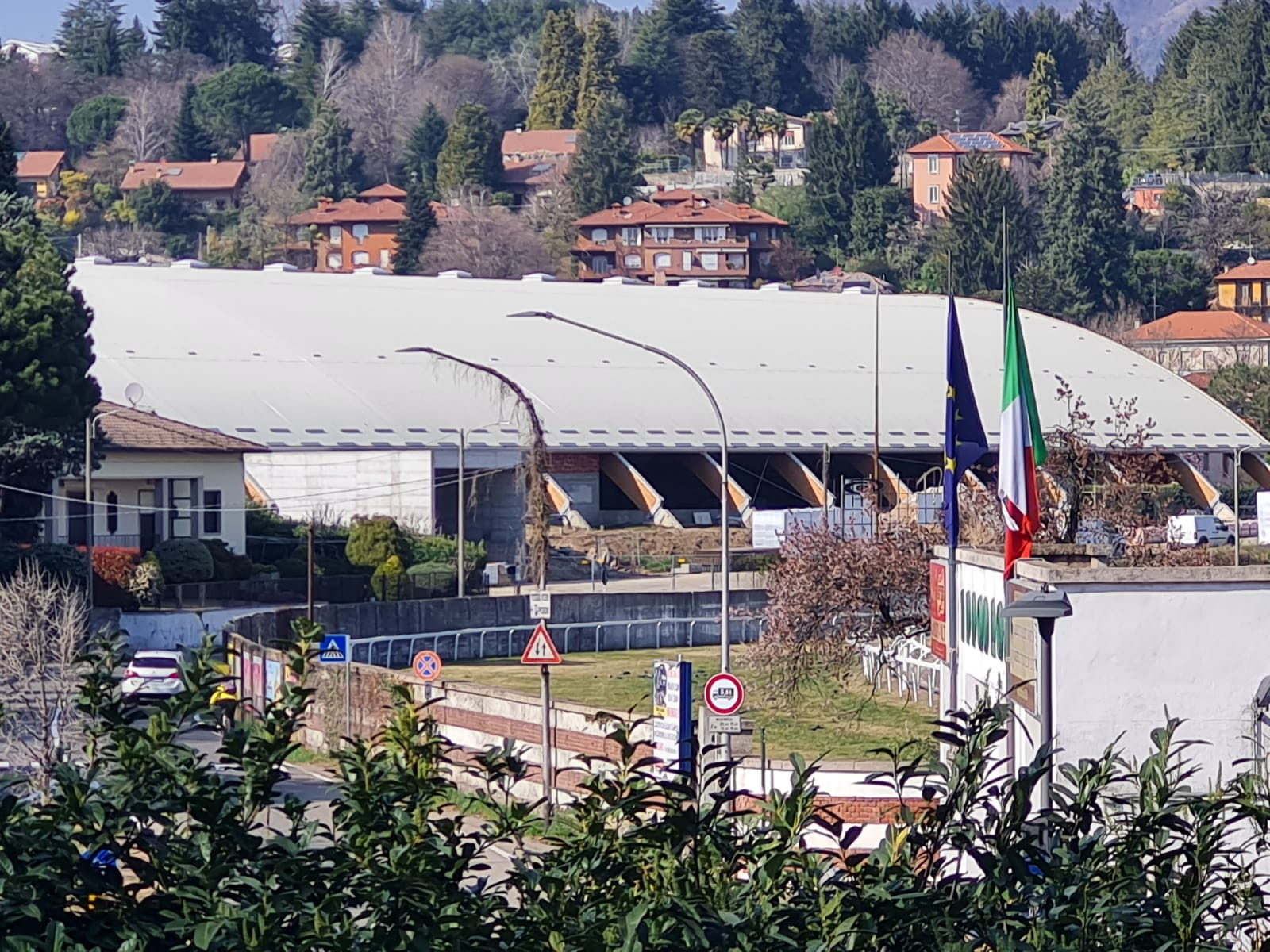
Il PalAlbani
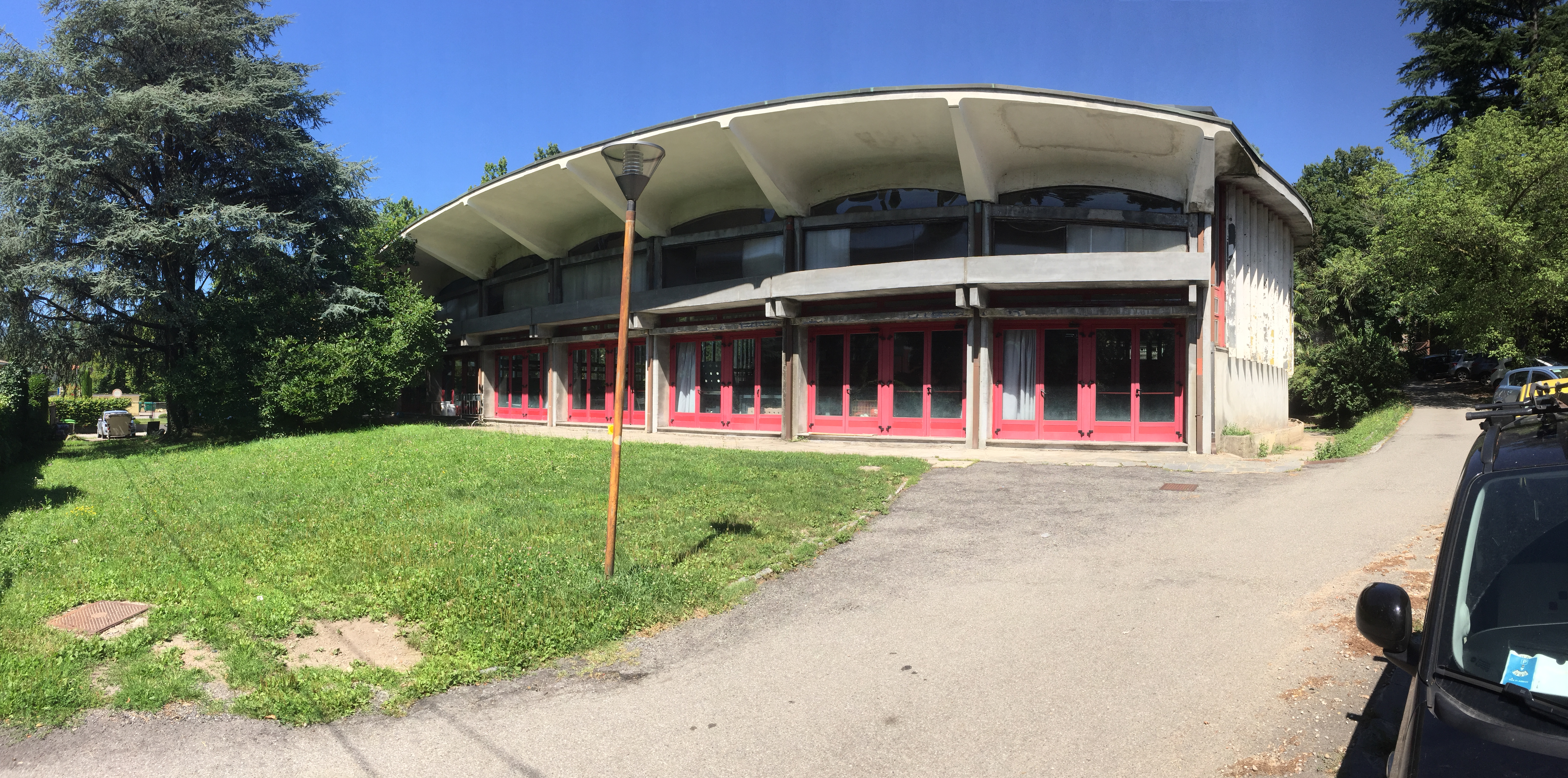
La piscina "Fausto Fabiano"
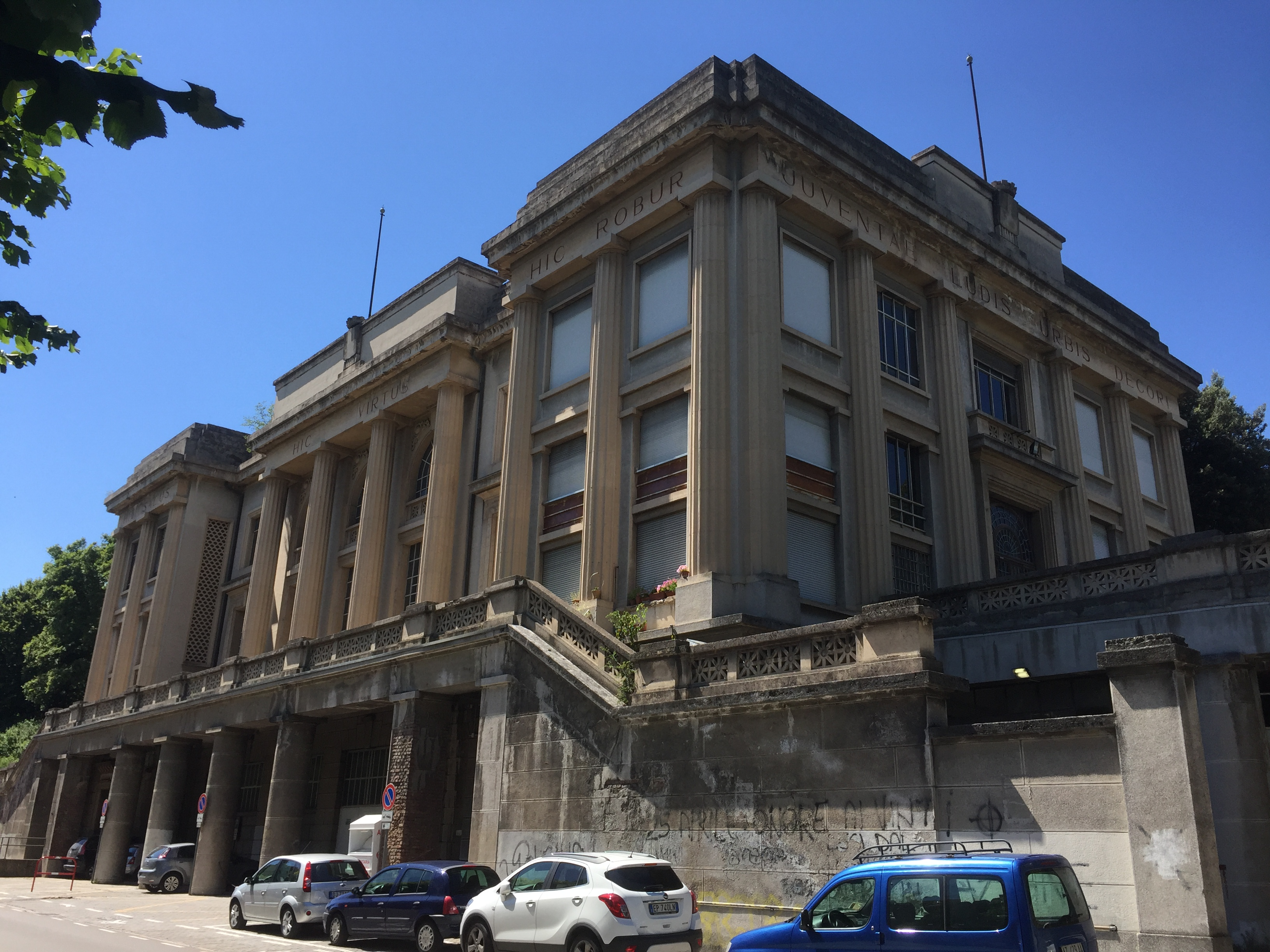
La palestra XXV Aprile